# Basilika Mariazell

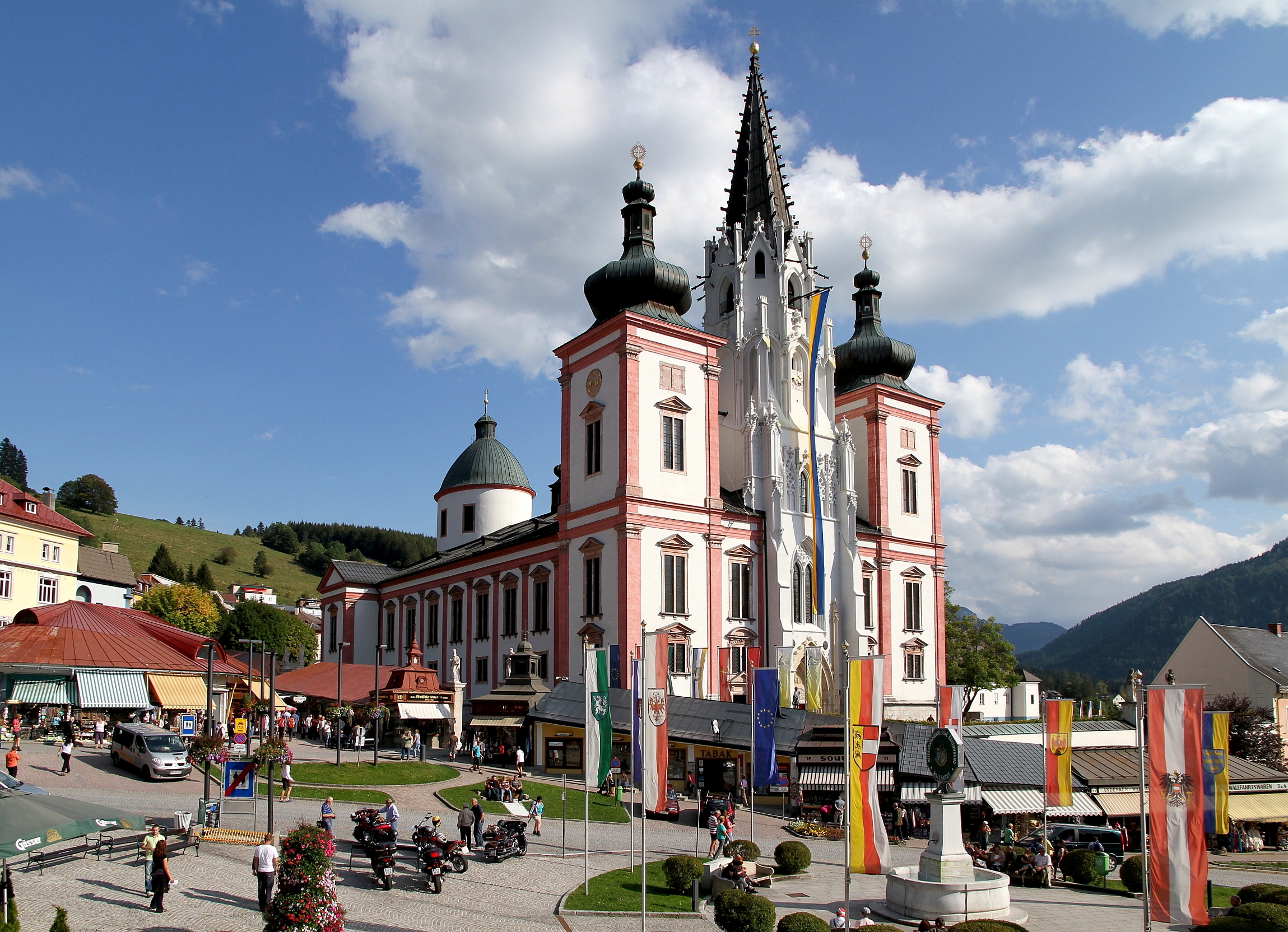
Basilika Mariazell

Die römisch-katholische Basilika Mariazell mit dem Patrozinium Mariä Geburt im steirischen Mariazell ist der bedeutendste Wallfahrtsort in Österreich, einer der wichtigsten Europas und der einzige mit dem Titel eines Nationalheiligtums im deutschsprachigen Raum. In dem im 12. Jahrhundert gegründeten Gnadenort wird ein hölzernes Mariengnadenbild verehrt. Das Bauwerk entstand im 14. Jahrhundert als gotische Kirche mit einem Spitzbogenportal und dem heutigen Mittelturm (Höhe 90 Meter) und wurde im 17. Jahrhundert erweitert und barockisiert: Neben dem gotischen Turm wurde links und rechts je ein barocker Turm errichtet; das Langhaus wurde verlängert und verbreitert und im Norden und Süden mit je sechs Seitenkapellen versehen.
Bis heute gehört der Wallfahrtsort zum steirischen Stift St. Lambrecht. Gegenwärtiger Superior von Mariazell ist Pater Michael Staberl OSB, ein gebürtiger Mariazeller.

## Geschichte
Um 1103 wurde das Gebiet um Mariazell vom Kärntner Herzog Heinrich III. dem Stift St. Lambrecht gestiftet, dessen Mönche dort eine Zelle errichteten, um die ansässige Bevölkerung zu missionieren. Der Legende nach geht die Gründung des Wallfahrtsorts auf den 21. Dezember 1157 zurück. Erstmals urkundlich erwähnt wird Mariazell im Jahr 1243, die Weihe eines Marienaltars erfolgte im Jahr 1266. 1907 wurde die Wallfahrtskirche zur Basilica minor erhoben. Sie führt den kirchlichen Titel Nationalheiligtum. Von 1992 bis 2007 wurde sie renoviert.

### Legenden

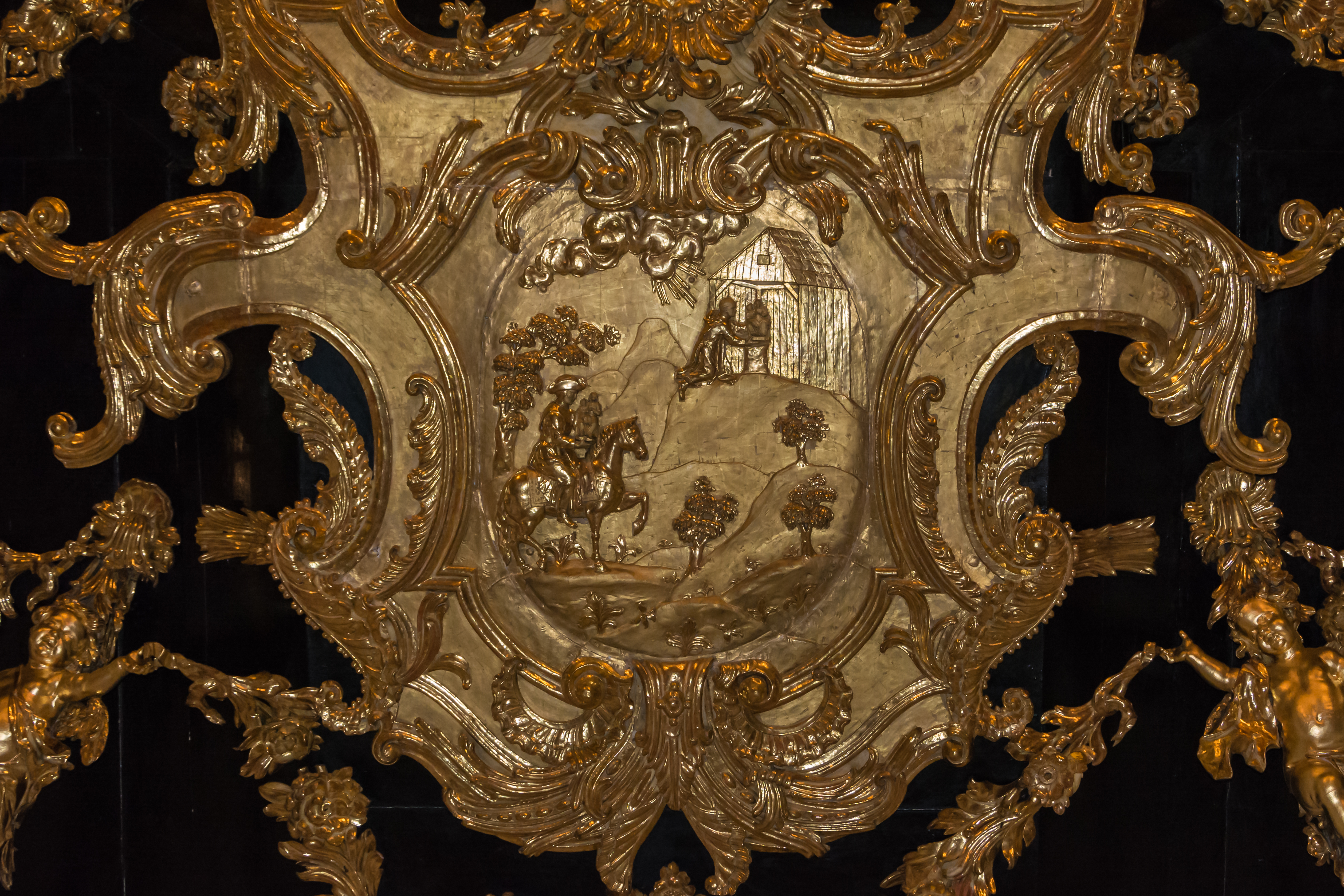
Gründungslegende Mariazells durch den Mönch Magnus, Relief an der Orgelempore

Im Wesentlichen gibt es drei Legenden über die Entstehung des Gnadenortes bzw. deren Entwicklung. Die Gründungslegende besagt, dass 1157 der St. Lambrechter Mönch Magnus als Seelsorger in das Gebiet des heutigen Wallfahrtsortes ausgeschickt wurde. Als ihm ein Fels den Weg versperrte, stellte er die mitgebrachte Marienfigur nieder, wodurch sich der Fels spaltete und den Weg freigab. Auf einer Anhöhe in der Nähe ließ er sich nieder, stellte die Marienfigur auf einen Baumstrunk und erbaute darüber eine Zelle aus Holz, die ihm als Kapelle und Wohnraum diente.
Die zweite Legende berichtet von den mährischen Markgrafen Heinrich und seiner Gemahlin, die durch die Hilfe der Muttergottes von Mariazell von schwerer Gicht geheilt aus Dankbarkeit an diesen Ort pilgerten und dort anstelle der hölzernen Kapelle um 1200 eine erste Kirche aus Stein erbauen ließen. Die dritte Legende berichtet von der gewonnenen Schlacht des ungarischen Königs Ludwig I. über ein zahlenmäßig überlegenes türkisches Heer. Aus Dank erbaute er die gotische Kirche und stiftete das ihm im Traum auf die Brust gelegte „Schatzkammerbild“.

### Wallfahrt

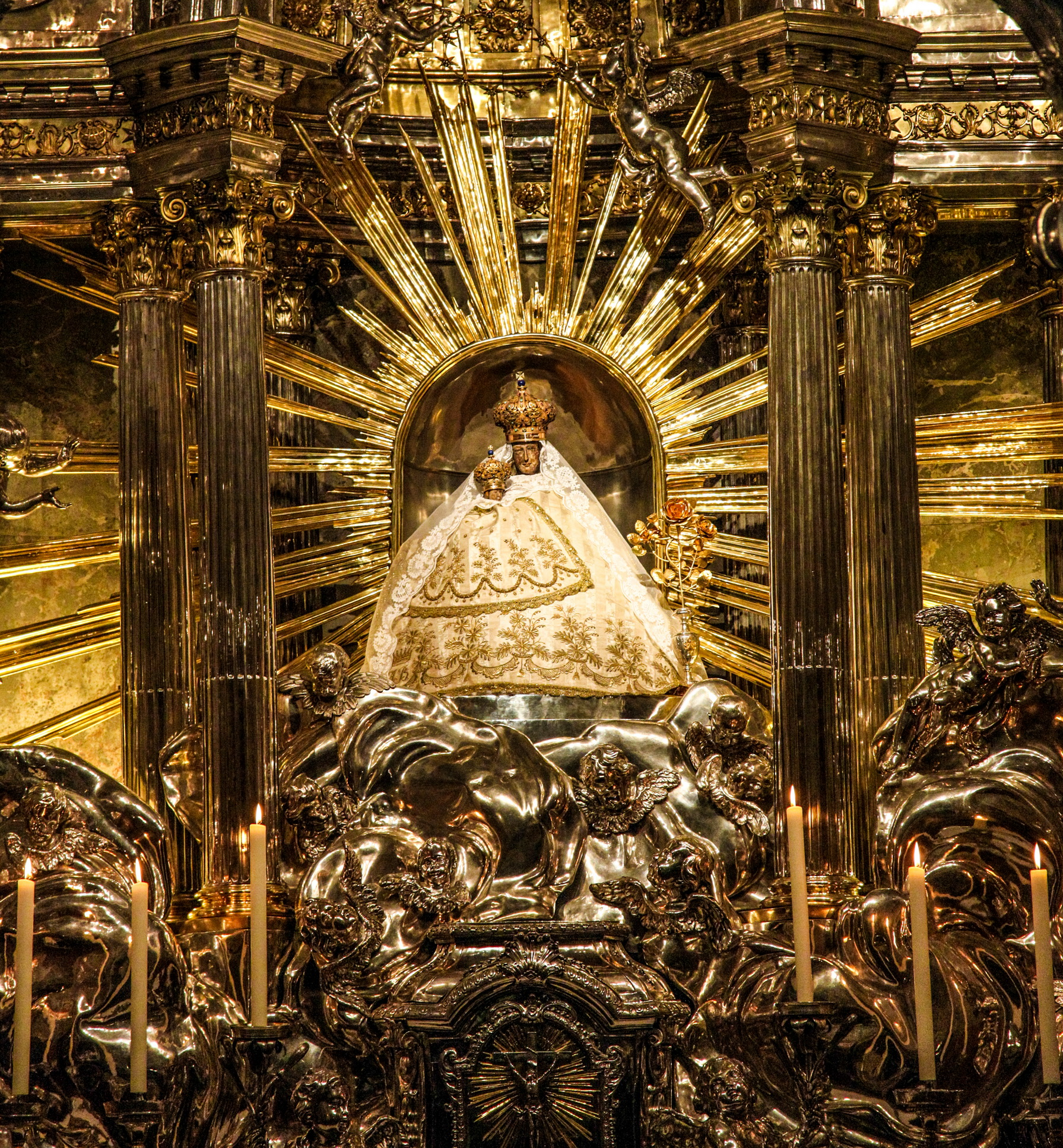
Gnadenstatue „Magna Mater Austriæ“

Bereits im 12. Jahrhundert sollen Pilger den Weg zum Marienheiligtum gegangen sein. Urkundlich belegt sind größere Pilgerzahlen um das Jahr 1330. Einige weltliche Gerichte verhängten als Sühne für Verbrechen eine „Zellfahrt“. In den folgenden Jahren kamen zunehmend Pilger auch aus den benachbarten Ländern. Für die Habsburger wurde nach der Gegenreformation Mariazell zum Reichsheiligtum.
Kaiser Joseph II. löste 1783 alle Bruderschaften in Mariazell auf und verbot 1787 die Wallfahrt völlig. Nach der baldigen Rücknahme der Beschränkungen besuchen derzeit jährlich etwa eine Million Pilger den Wallfahrtsort. Die Mariazellerbahn (früher als „Niederösterreichisch-steirische Alpenbahn“ bezeichnet) wurde 1905–1907 gebaut, um die enormen Pilgerströme nach Mariazell leichter zu transportieren. Die Bahn fand rasch großen Zuspruch.
Im Mai 2004 fand in Mariazell der mitteleuropäische Katholikentag statt. Im Frühjahr 2007 pilgerte der damalige österreichische Bundeskanzler Alfred Gusenbauer (SPÖ) in Erfüllung eines seiner Wahlversprechen nach Mariazell. Bei der apostolischen Reise Benedikts XVI. nach Österreich anlässlich des 850. Gründungsjubiläums des Wallfahrtsortes Mariazell im September 2007 wurde dem Wallfahrtsort die Goldene Rose, eine hohe päpstliche Auszeichnung, verliehen.
Mariazell wird (Stand 2018) von jährlich rund 1 Million Pilgern besucht und ist damit vor Maria Luggau der mit großem Abstand beliebteste Wallfahrtsort Österreichs. Im Jahr 2020 gingen im Zuge der Covid-19-Pandemie der Besucherstrom auf etwa ein Fünftel zurück.

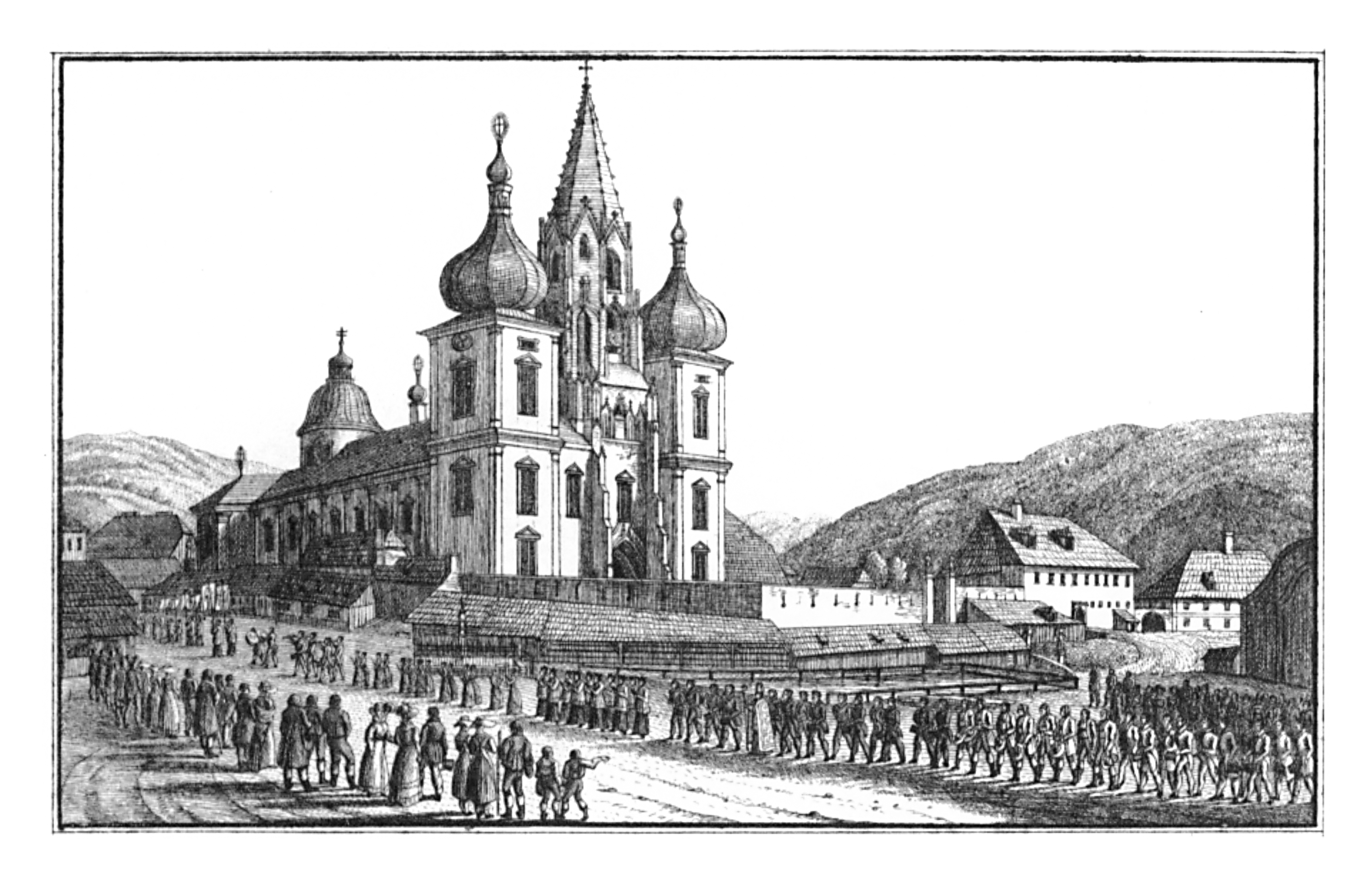
Mariazell, Einzug der Grazer Prozession, Lithografie um 1830
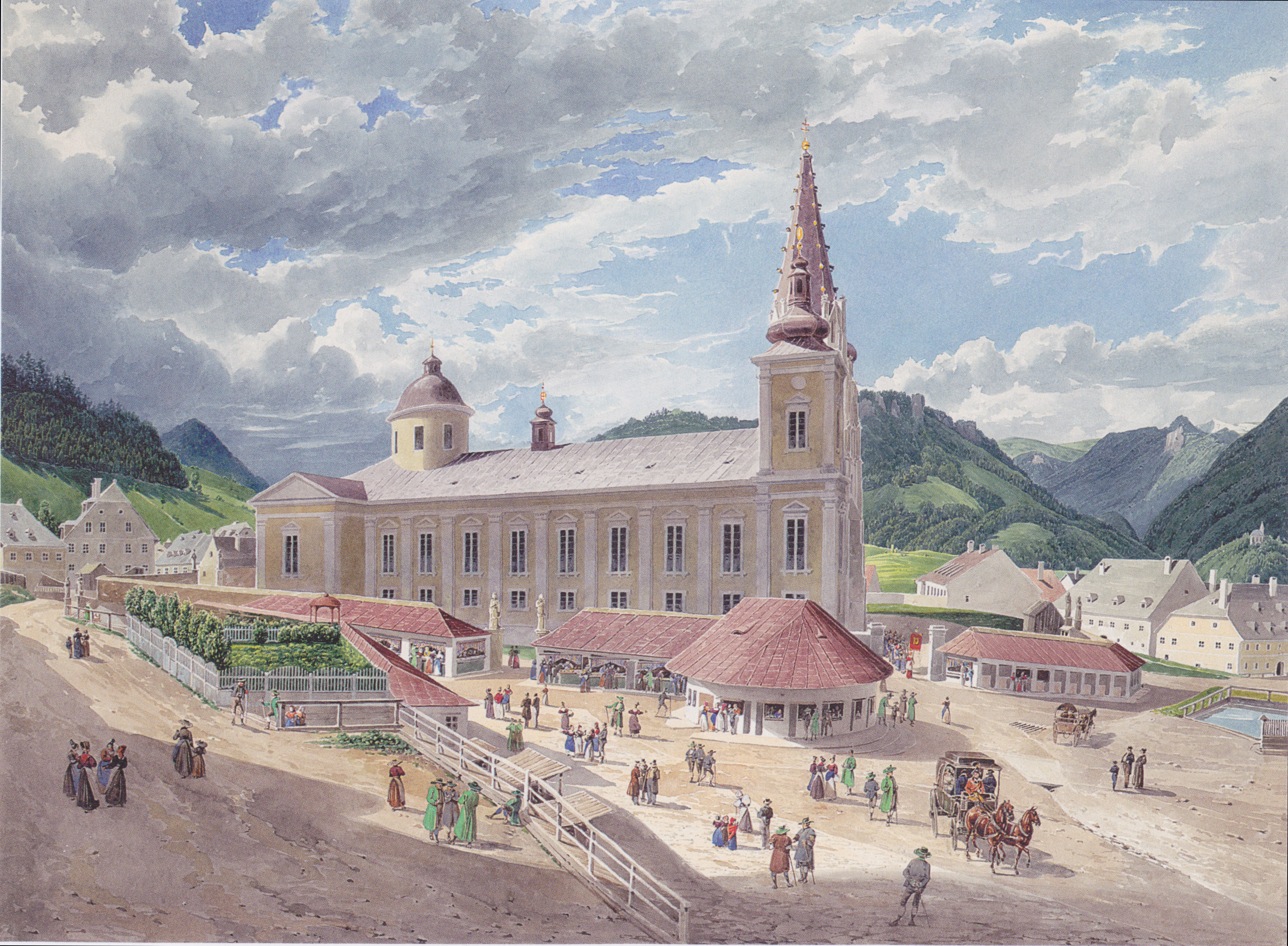
Mariazell vom Kirchplatz aus, ca. 1833
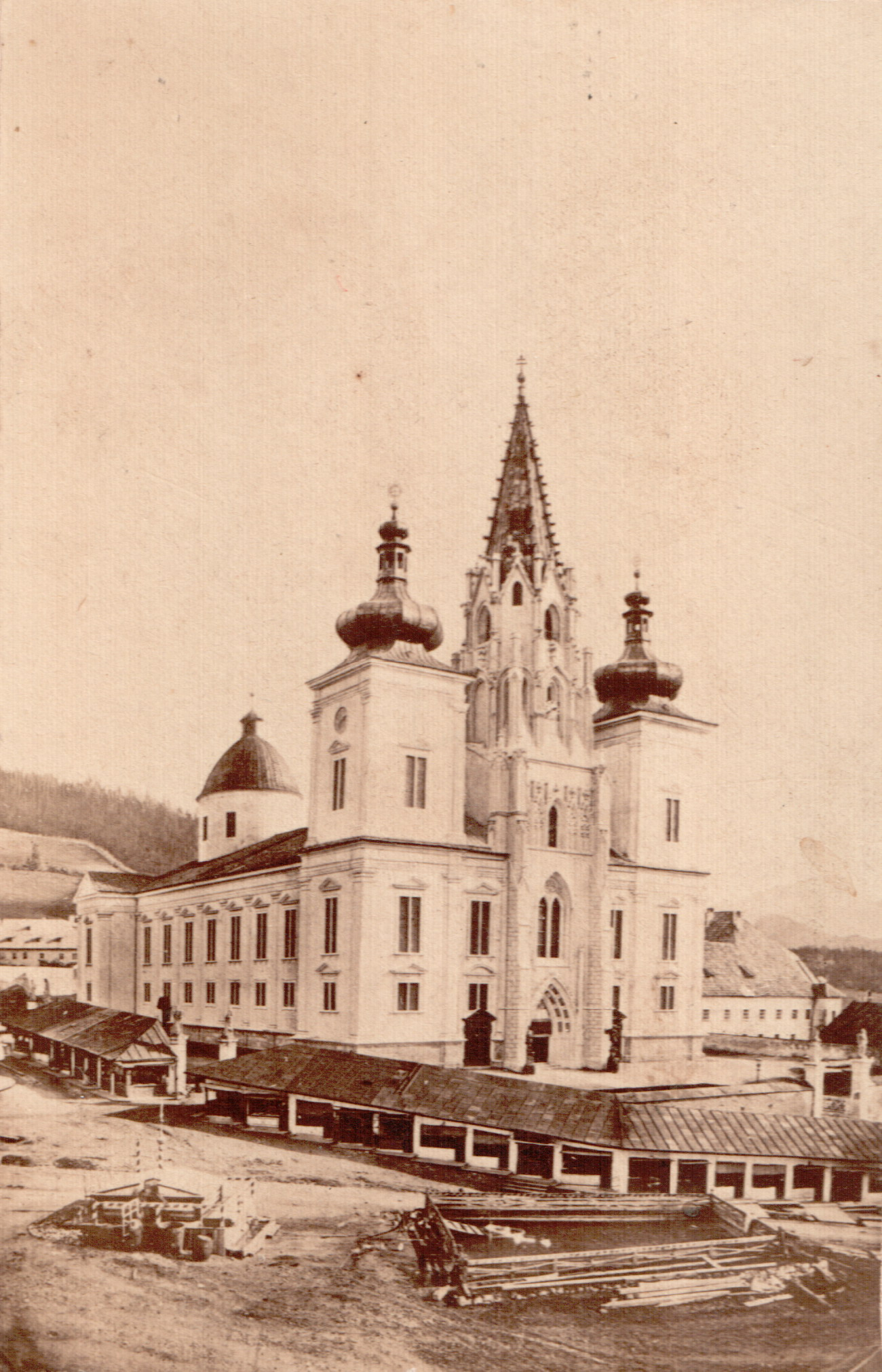
Historische Ansicht der Basilika, ca. 1880
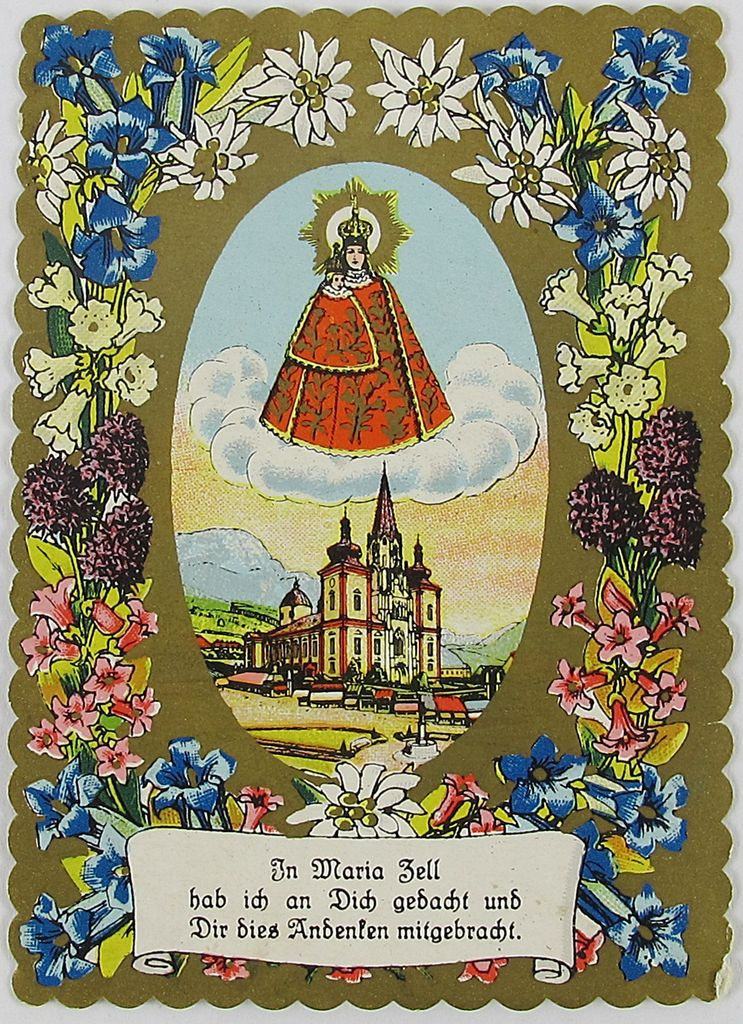
Andachtsbild

## Bauwerk

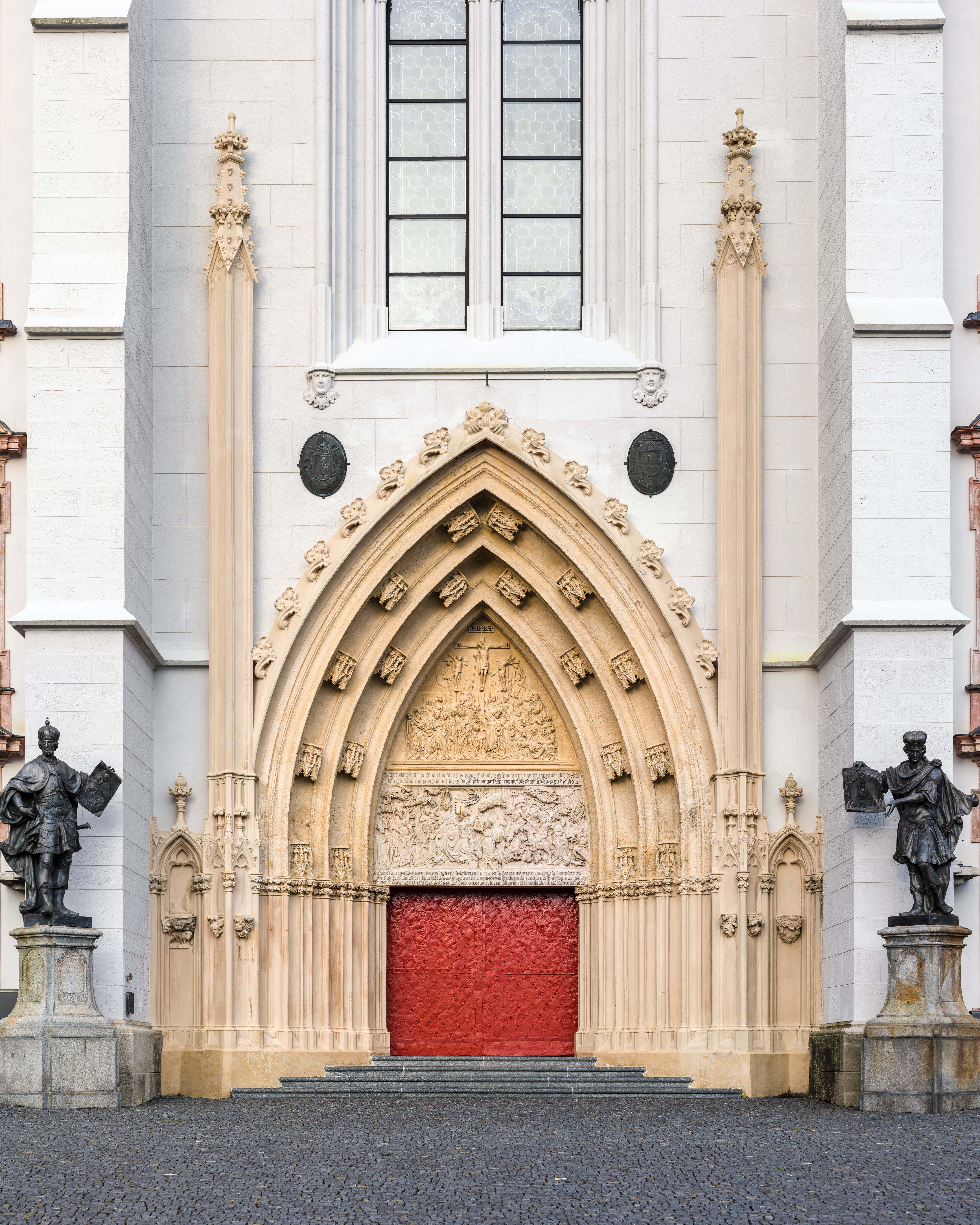
Hauptportal

Nach der ersten hölzernen „Zelle“ soll laut Tympanoninschrift am Hauptportal im Jahre 1200 mit dem Bau einer steinernen romanischen Kirche „der glorreichen Maria“ begonnen worden sein. Die erste schriftliche Erwähnung unter dem Namen „Cella“ im Jahr 1243, deutet jedenfalls bereits auf ein größeres Gotteshaus hin. Eine selbstständige Pfarre ist ab 1269 urkundlich dokumentiert.
Im 14. Jahrhundert entstand eine gotische Kirche mit einem Spitzbogenportal und einem 90 m hohen Turm, dem heutigen Mittelturm. In ihm hängt die größte Glocke der Steiermark aus dem Jahre 1950 mit einem Gewicht von 5702 kg. Das gotische Hauptportal zeigt im Tympanon die dritte Gründungslegende von Mariazell: den Sieg König Ludwigs I. von Ungarn über ein überlegenes türkisches Heer, und die Votivgabe des Königs an die Gottesmutter: das „Schatzkammerbild“. 1420 und 1474 wurde die Kirche durch Brände beschädigt.
Infolge der Gegenreformation wurde Mariazell als katholisches Heiligtum wieder bedeutend, die Anzahl der Wallfahrer nahm im 17. Jahrhundert wieder zu:
Von 1644 bis 1683 wurde der Kirchenbau von Domenico Sciassia erweitert und barockisiert. Links und rechts des gotischen Turms wurde je ein barocker Turm errichtet. Das Langhaus wurde verlängert und zur dreischiffigen Hallenkirche verbreitert, daran seitlich anschließend im Norden und Süden mit je sechs Seitenkapellen versehen; deren Ausgestaltung und Fresken beziehen sich auf die Heiligen, denen der Altar geweiht ist. Im Osten wurden ein Querhaus ein neuer Chor angefügt, die Vierung mit einem Laternenturm versehen. Vor dem Hauptportal befinden sich zwei von Balthasar Moll 1757 angefertigte lebensgroße Bleistatuen. Auf der linken Seite steht der ungarische König Ludwig I., auf der rechten der mährische Markgraf Heinrich.

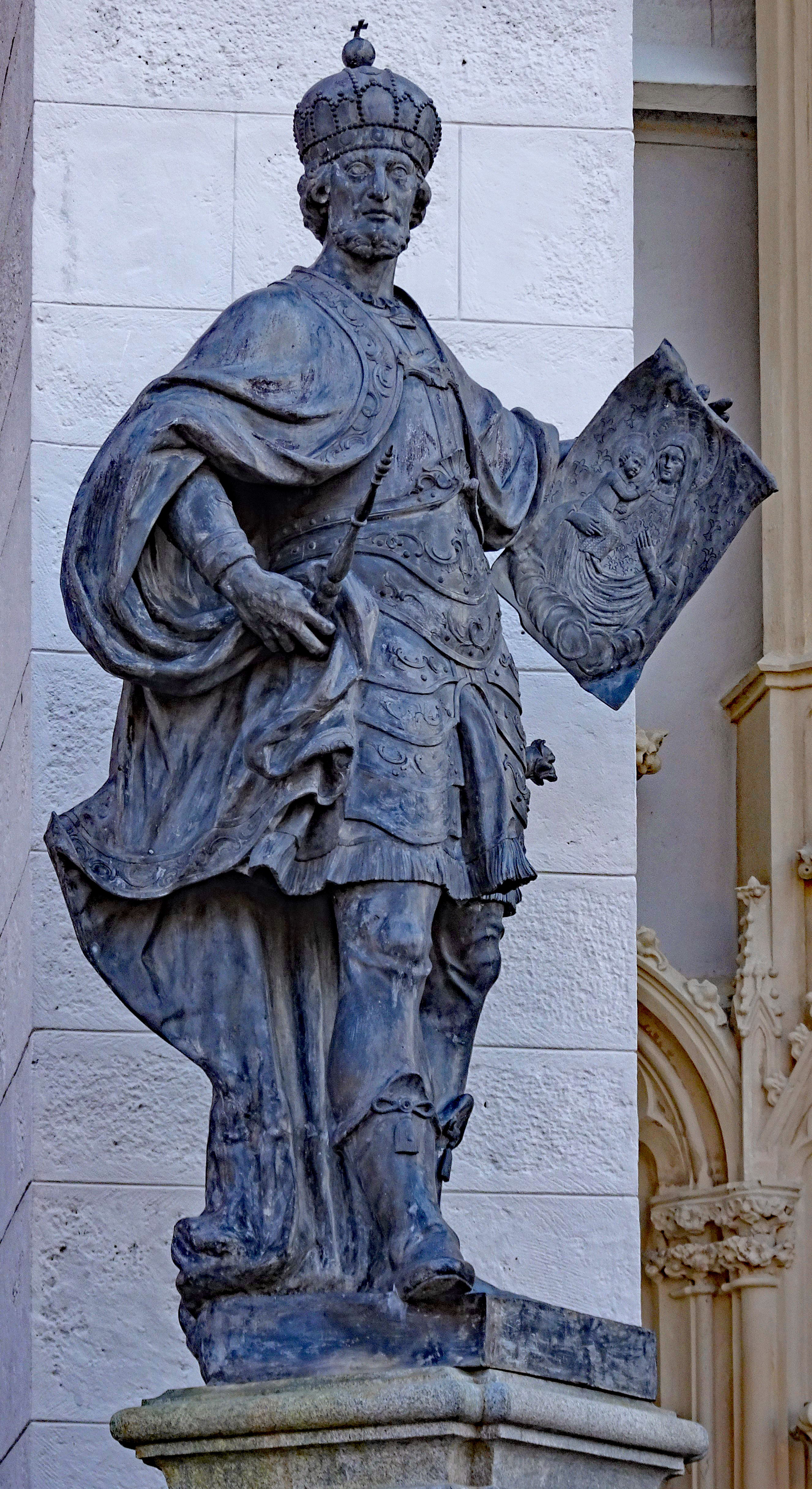
Bleistatue König Ludwigs I.
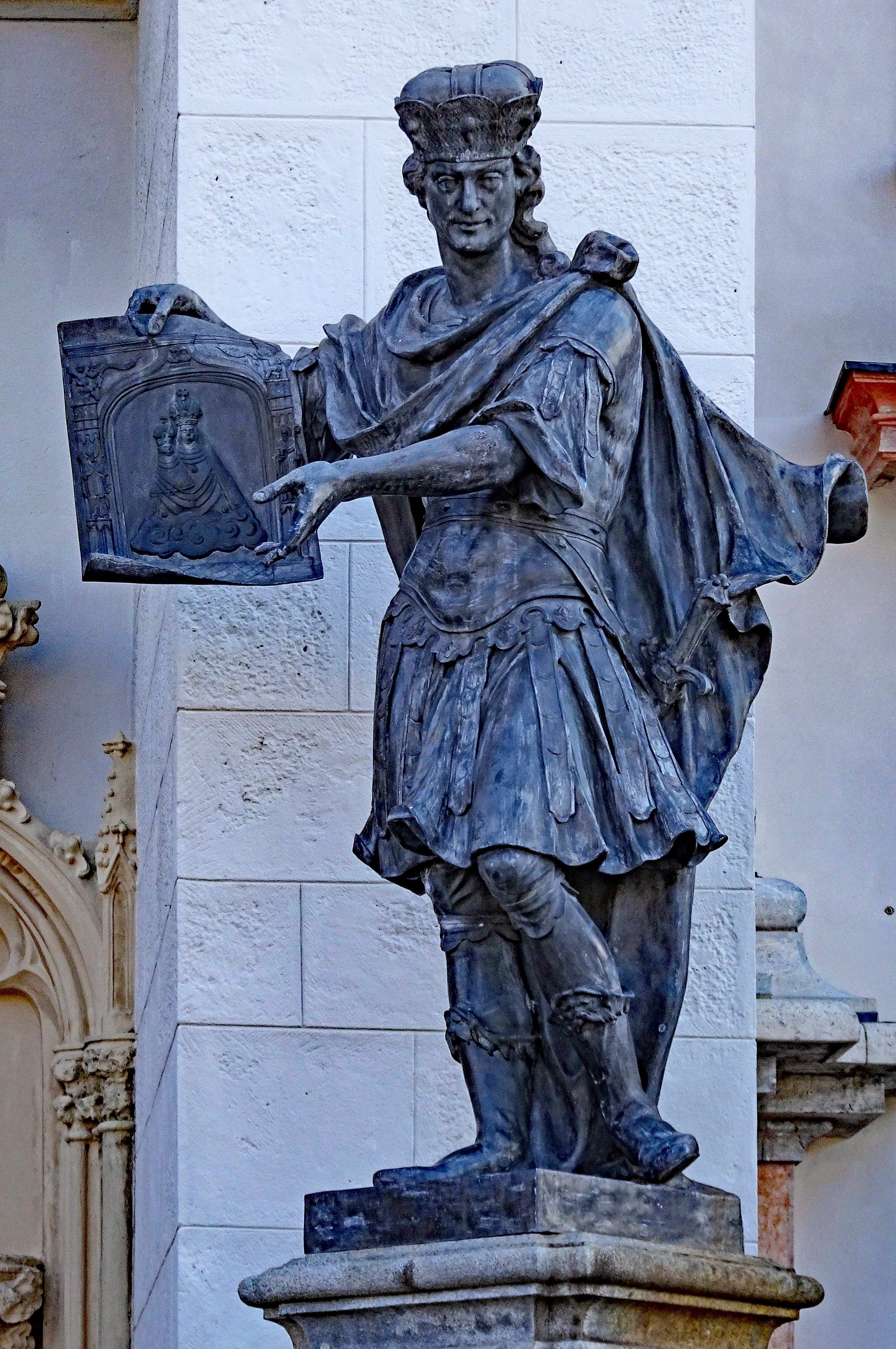
Bleistatue des Markgrafen Heinrich

Nach dem großen Brand in der Allerheiligennacht 1827 wurden das Dach und die drei Turmhelme der Basilika zerstört. Das Innere der Kirche blieb vom Brand verschont. Die Schäden wurden 1828 bis 1830 behoben, das Dach wurde jedoch nicht mehr als (steileres) Walmdach, sondern als (flacheres) Satteldach errichtet. Dadurch erscheint das Dach des Querschiffes nicht mehr mit dem Dach des Hauptschiffes zu einer kreuzförmigen Anlage verbunden. Die ovale Hochkuppel ragt daher zu weit über das flachere Dach hinaus und ist nicht mehr stimmig in die Dachgestaltung eingebunden. Das Dach selbst wurde im Unterschied zum barocken Dach mit Kupferblech gedeckt.

## Einrichtung

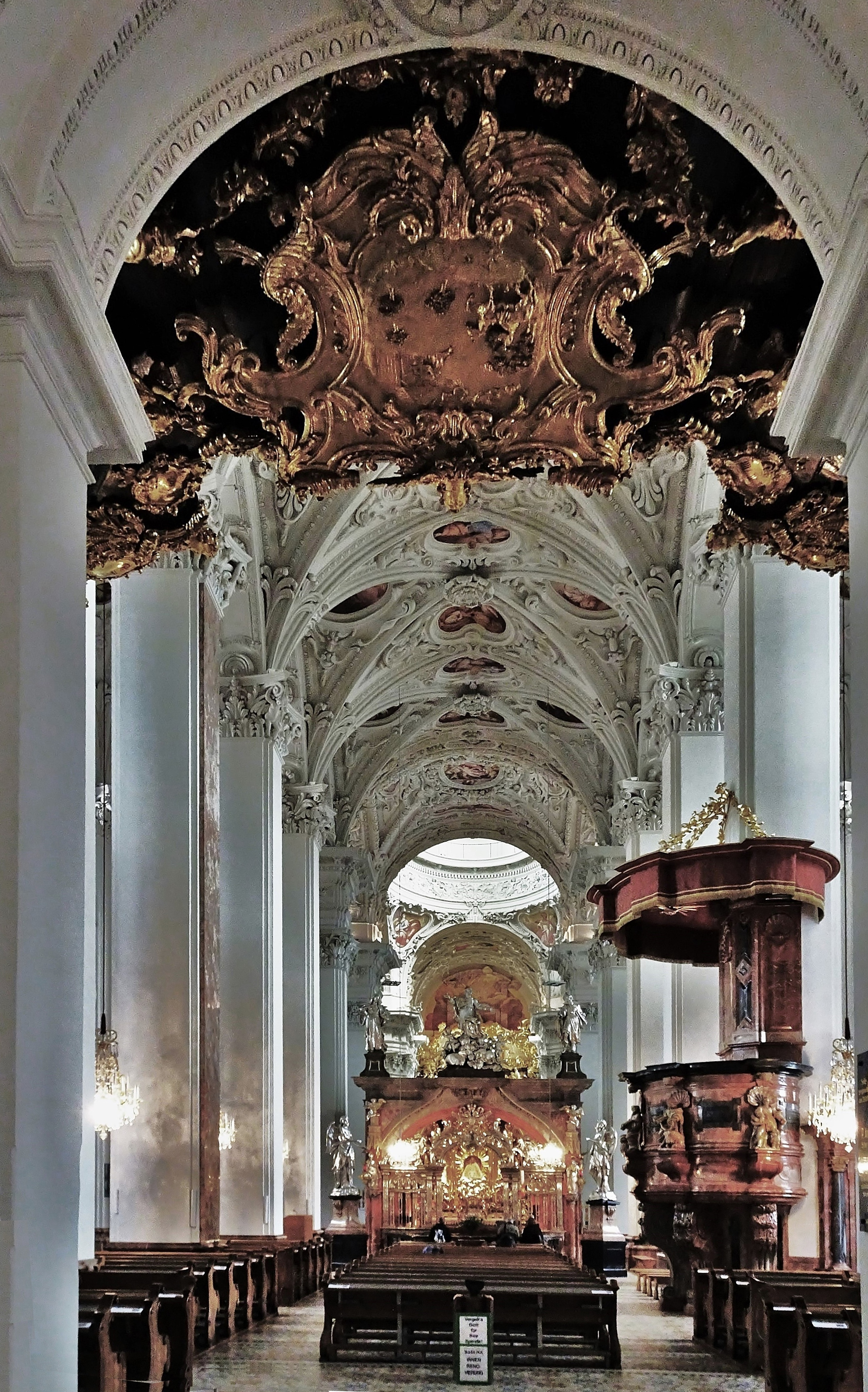
Innenansicht vom Westportal gegen die Gnadenkapelle

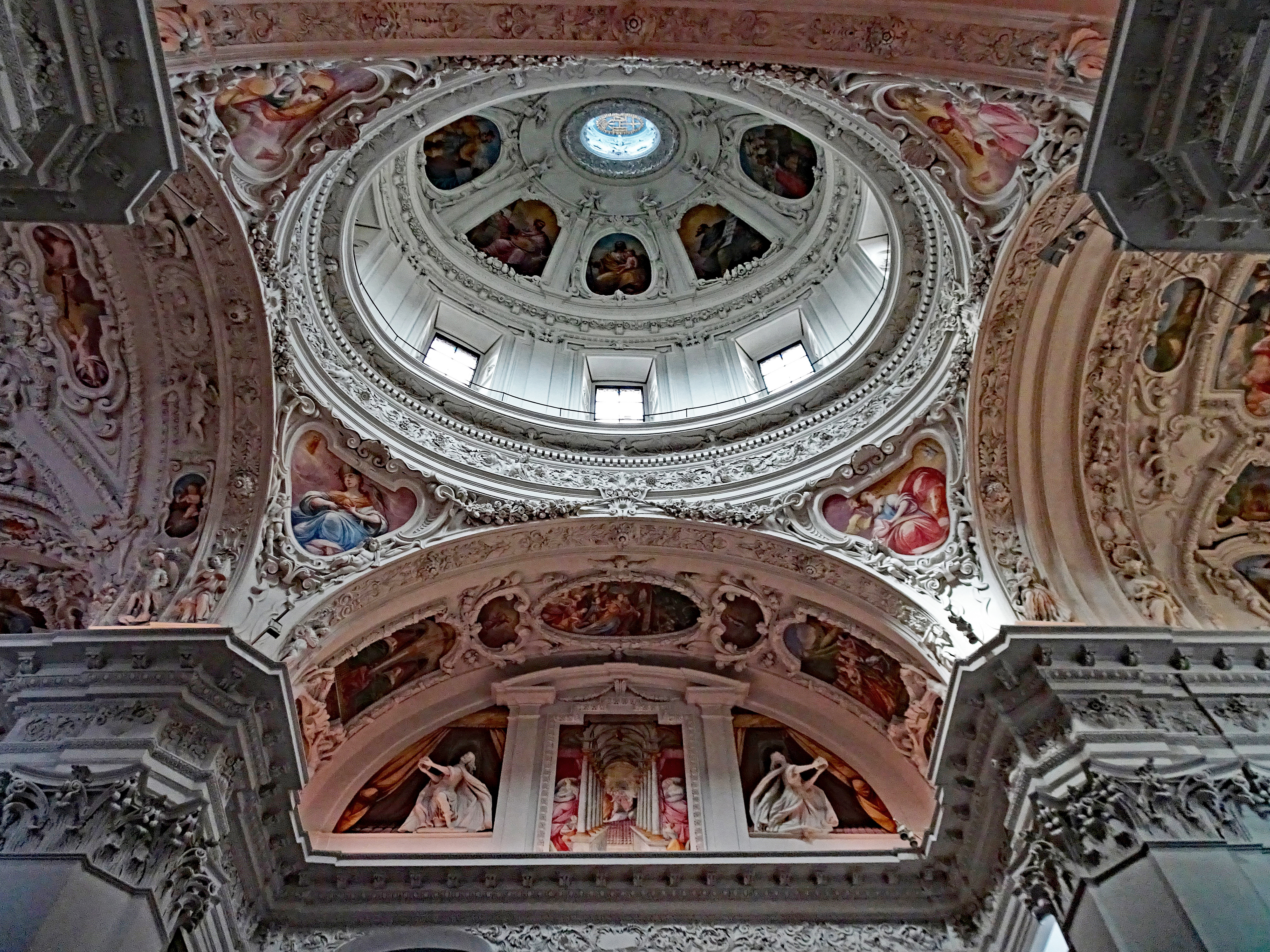
Blick in die ovale Kuppel

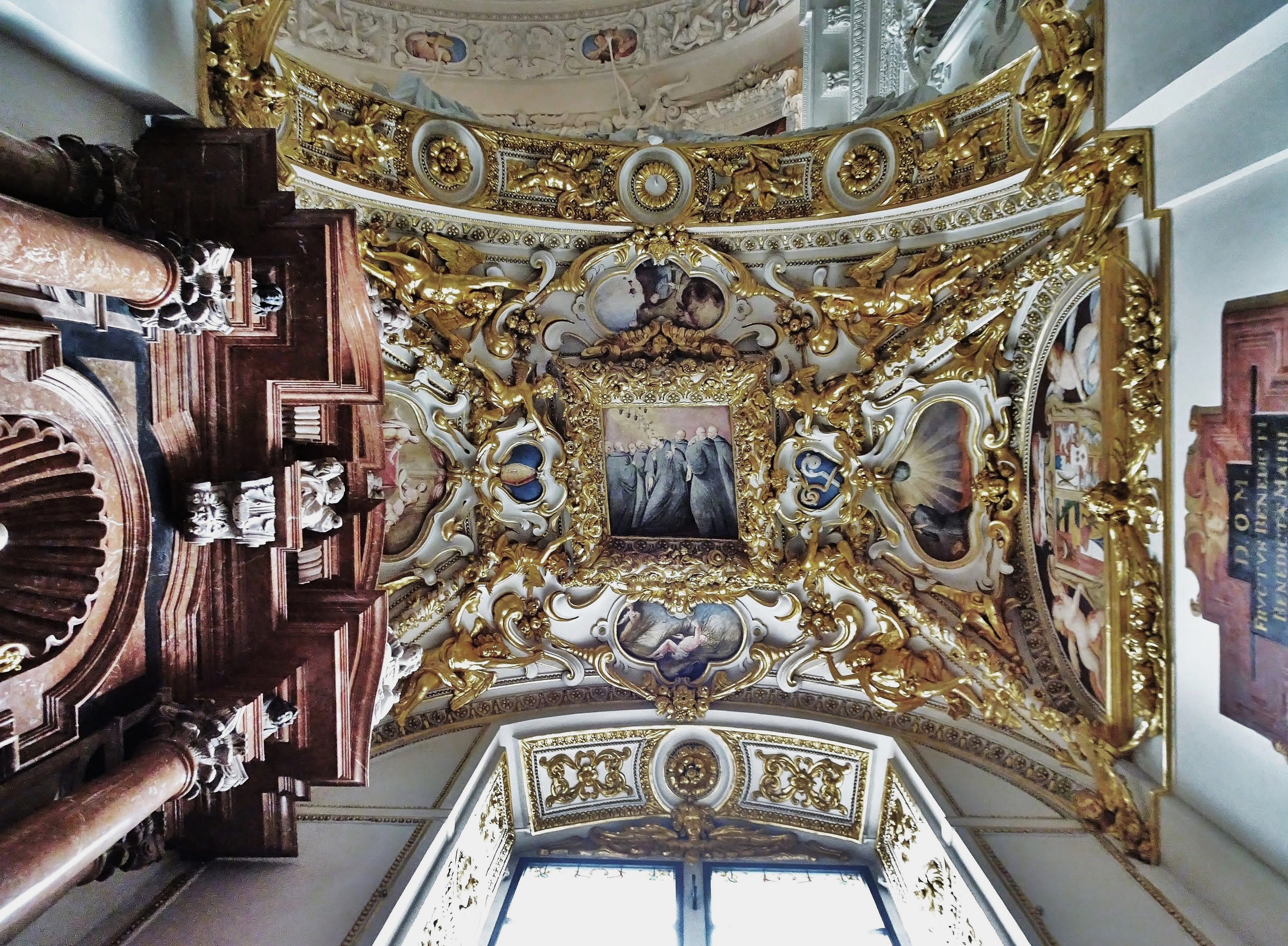
Das Gewölbe der Benedikt-Kapelle

Der 1704 der Heiligen Dreifaltigkeit geweihte Hochaltar wurde von Johann Bernhard Fischer von Erlach entworfen. In den zwölf Seitenkapellen befinden sich einheitlich aus rotem Marmor von Carlo Gianollo nach Entwürfen von Domenico Sciassia geschaffene barocke Altäre. Diese sind auf der Nordseite von Westen nach Osten gesehen den Heiligen Leopold und Ladislaus, der hl. Katharina, den Heiligen Stephan, Emmerich von Ungarn und Jakobus geweiht; auf der Südseite dem hl. Antonius, der hl. Familie, der Heiligen Dreifaltigkeit, der hl. Barbara, dem hl. Ägidius und dem hl. Benedikt. Die barocken Beichtstühle sind Mitte des 18. Jahrhunderts entstanden. Schmiedeeiserne Gitter von etwa 1675 schließen die Kapellen zum Kirchenschiff ab.
Der plastische Schmuck der Orgelempore und des 1737 errichteten Orgelgehäuses stammt vom Wiener Bildhauer Johann Wagner aus dem Jahre 1740. Hinter der Gnadenkapelle, im barocken Erweiterungsbau, steht auf einer fünf Meter hohen Marmorsäule mit Stuckkapitell eine fast zwei Meter hohe, um 1520 entstandene, spätgotische Marienstatue mit Kind. Die Kronen sind aus vergoldetem Kupfer; der vergoldete Strahlenkranz wurde 1709 hinzugefügt.

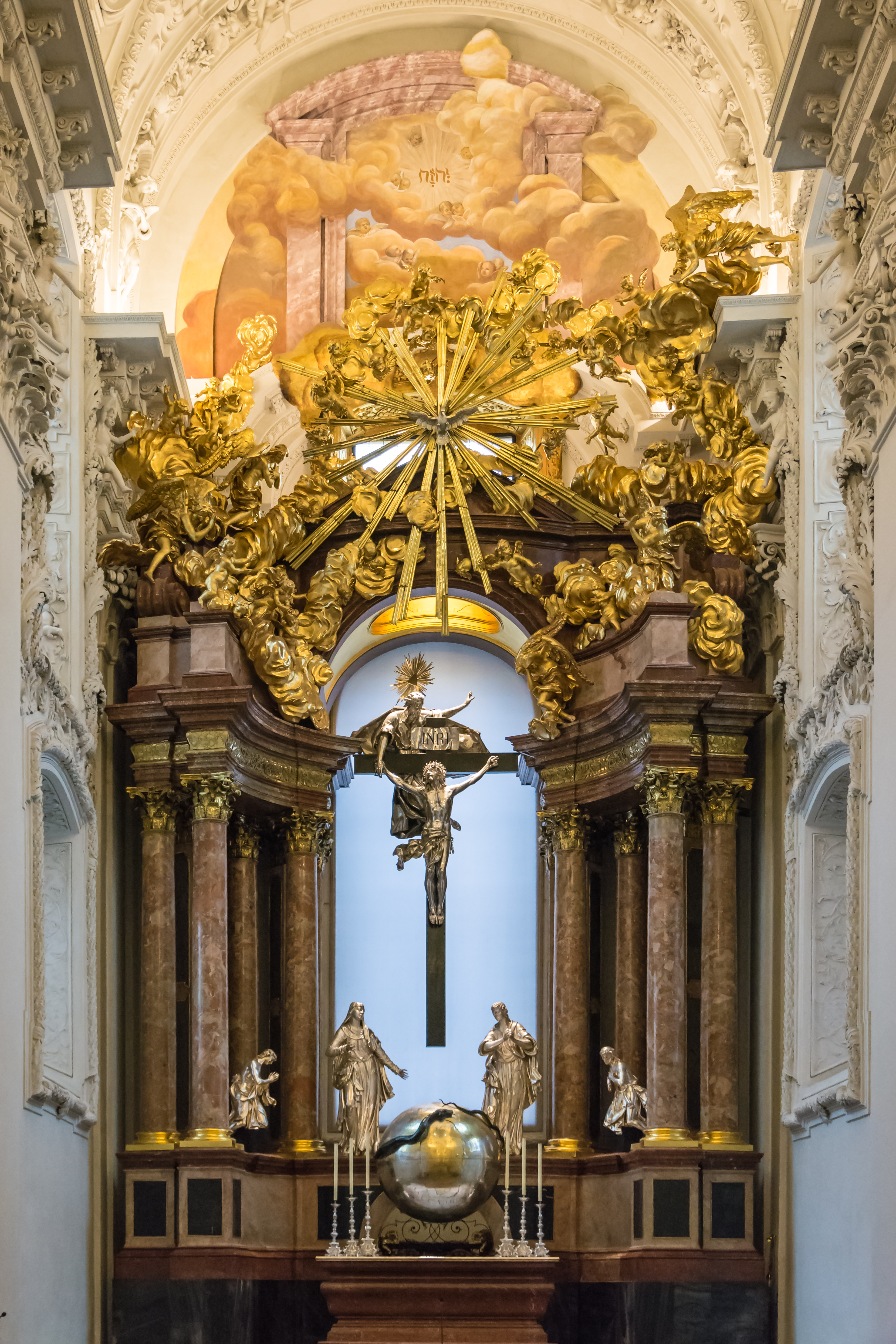
Der Hochaltar
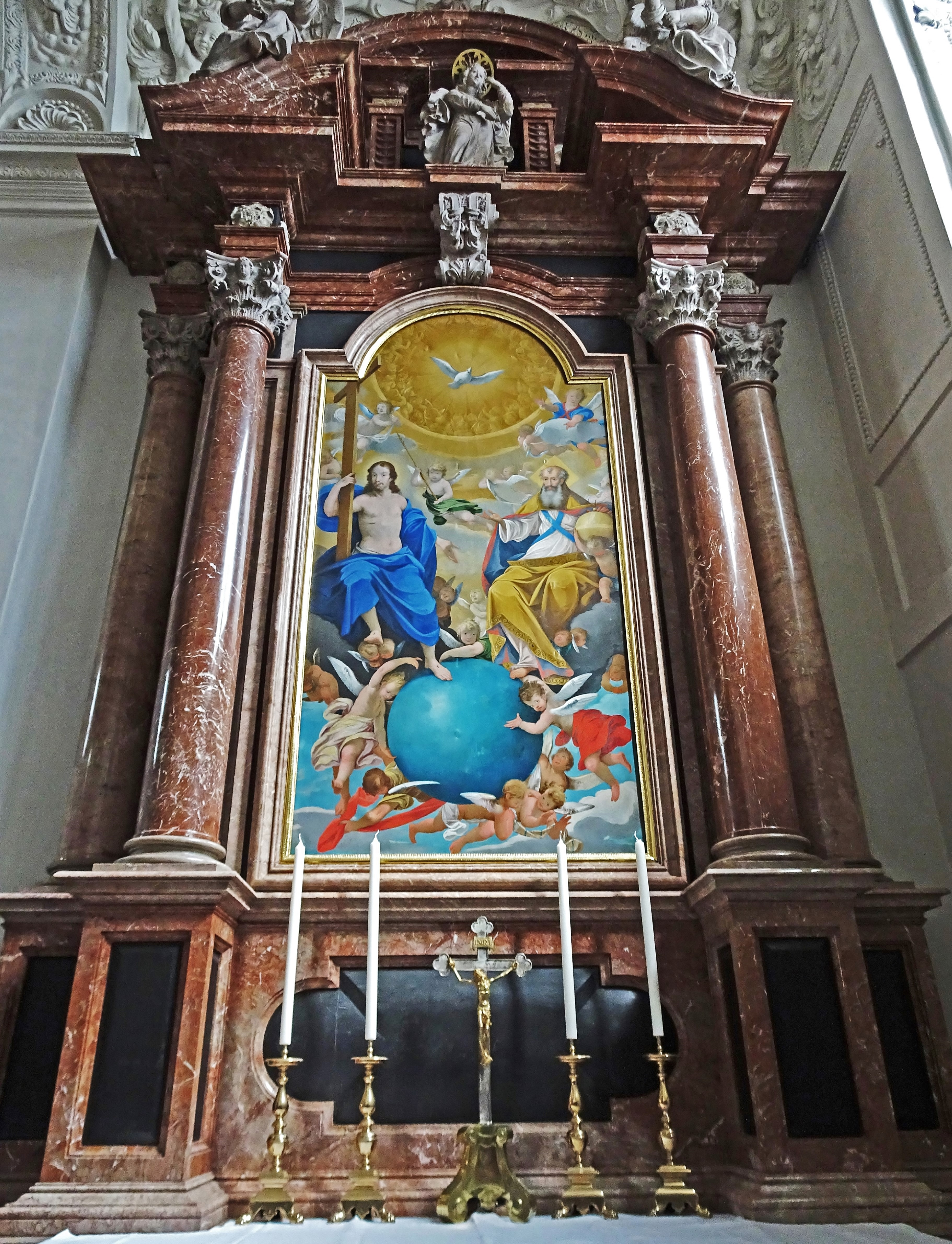
Der Dreifaltigkeits-Altar
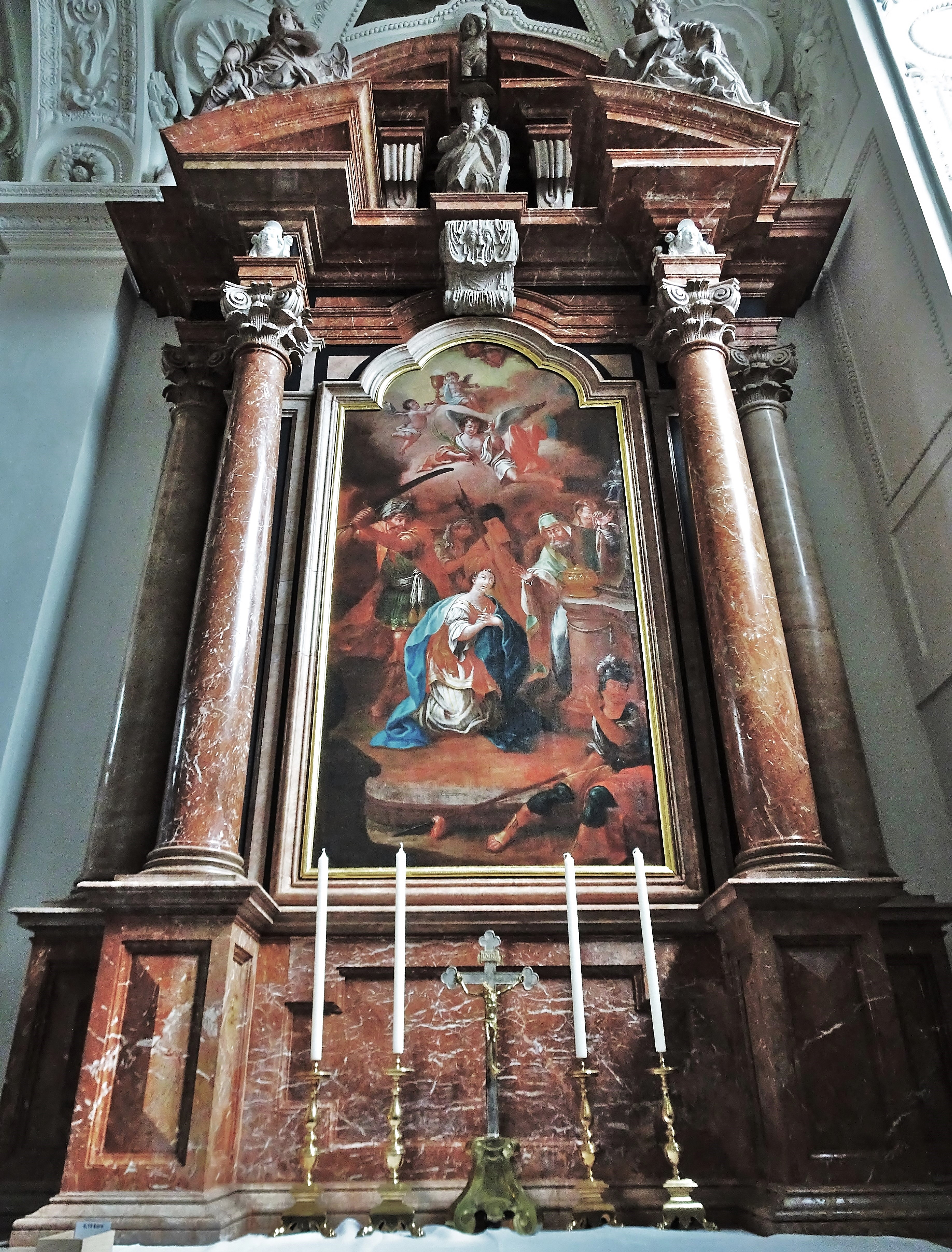
Der Barbara-Altar
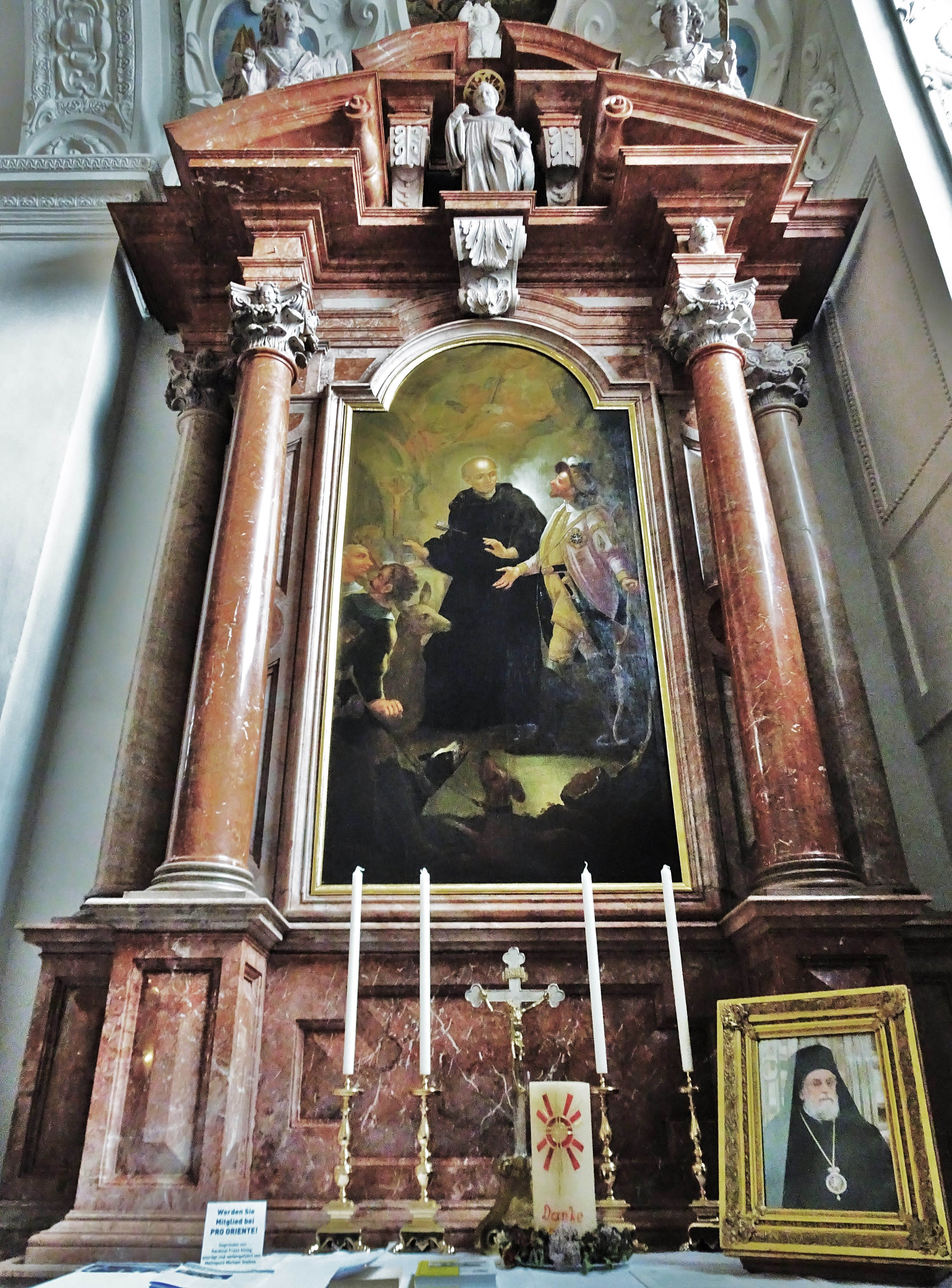
Der Ägidius-Altar
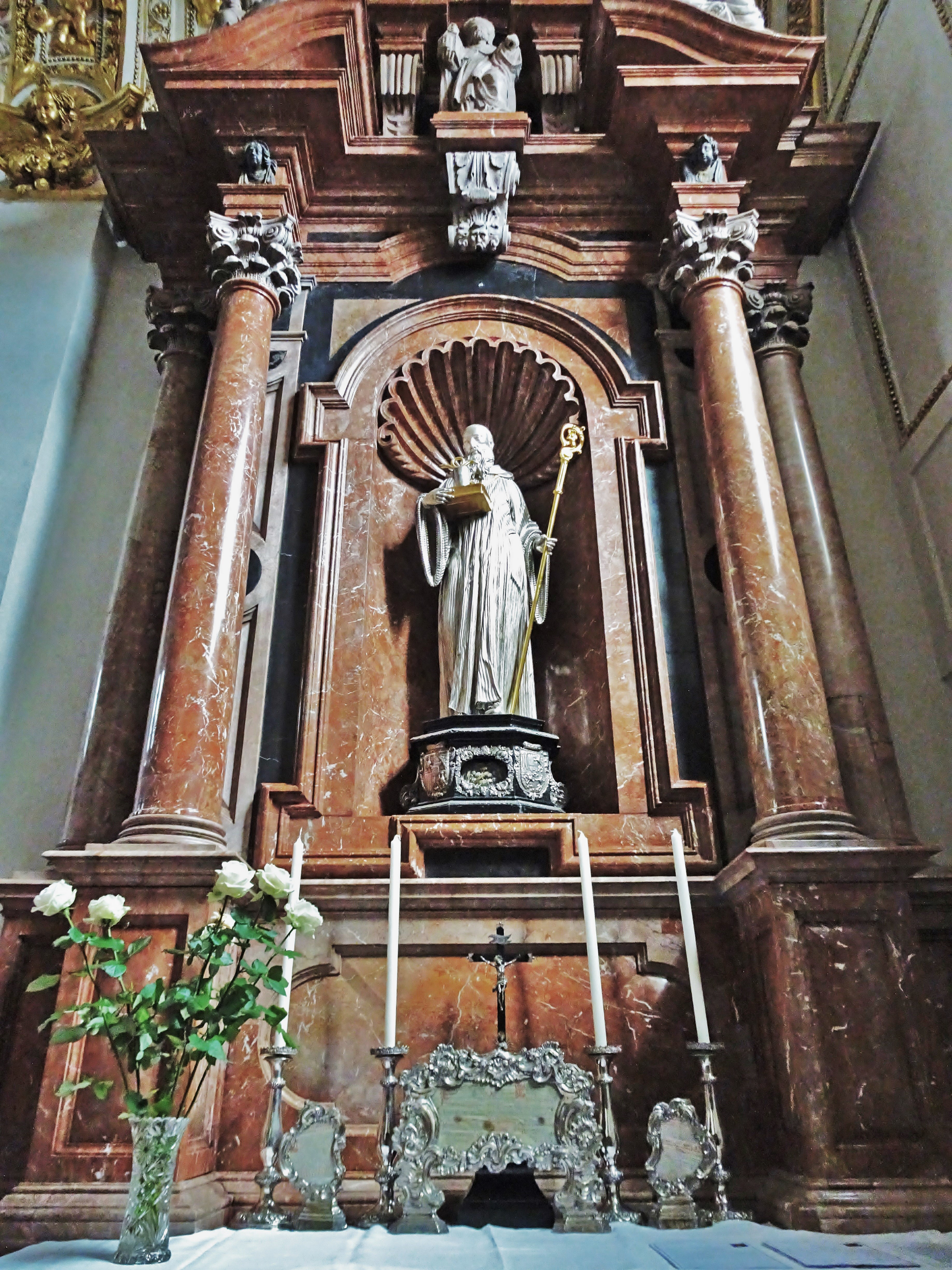
Der Altar des hl. Benedikt
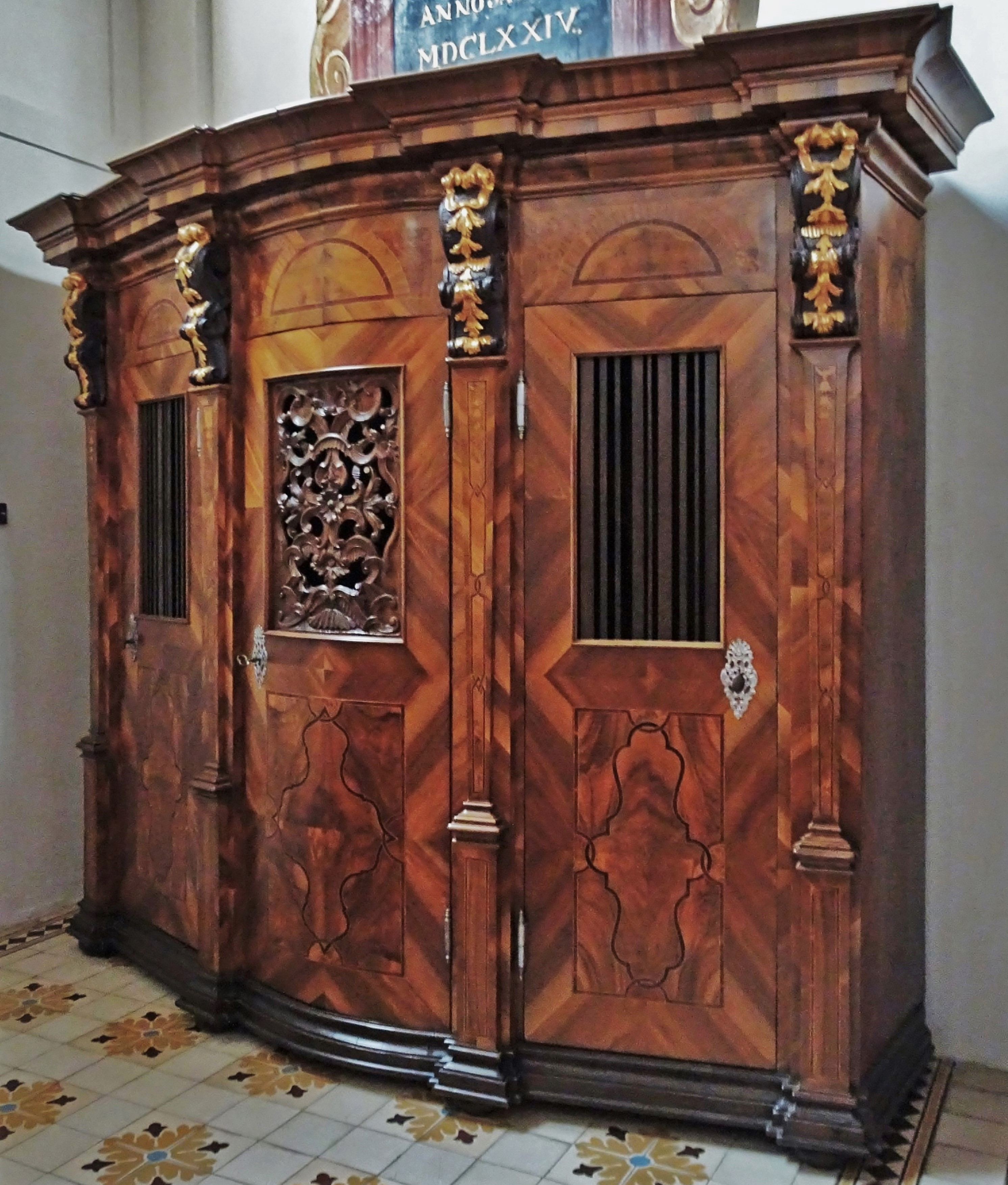
Barocker Beichtstuhl
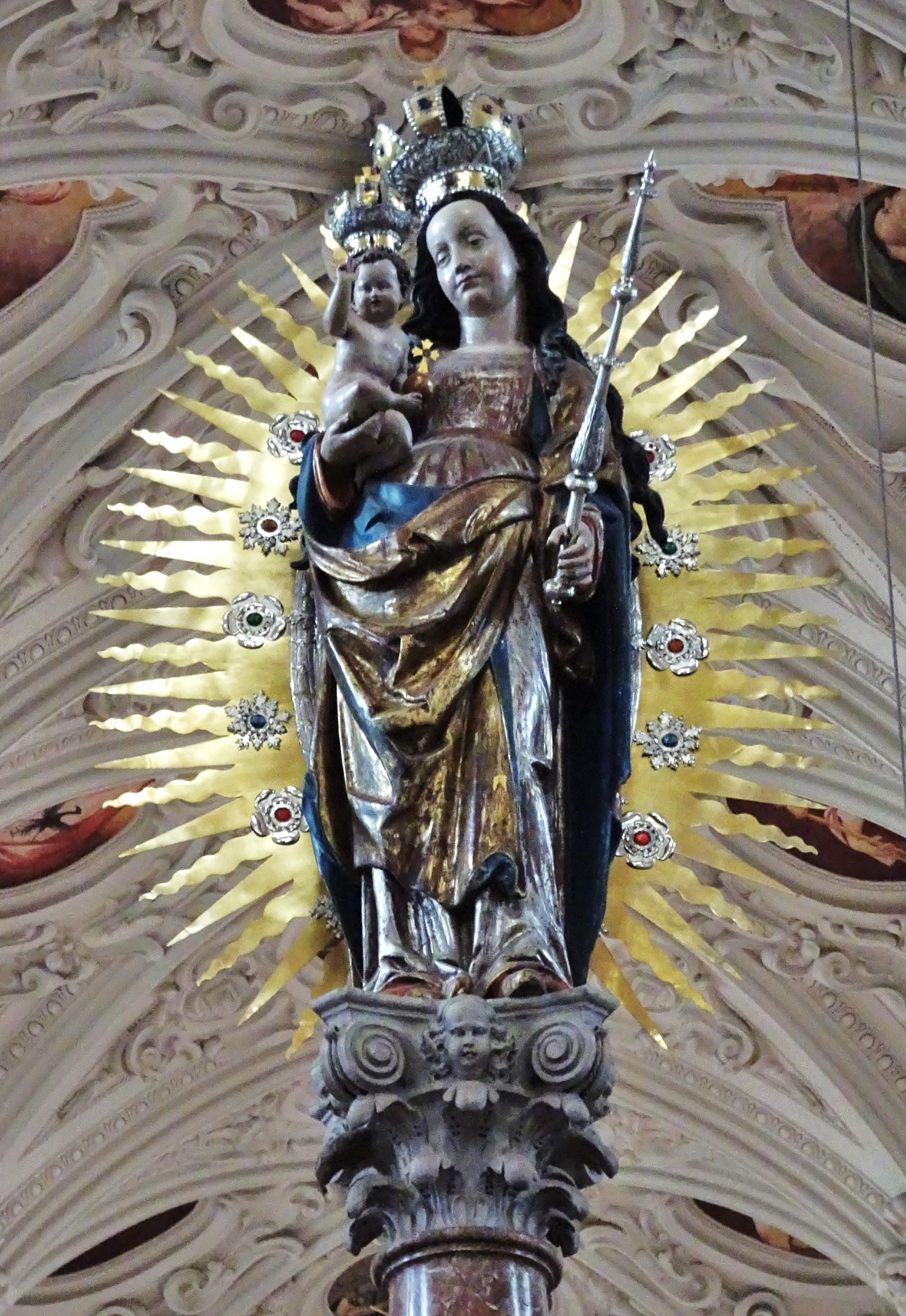
Spätgotische Marienstatue mit Strahlenkranz

### Gnadenkapelle

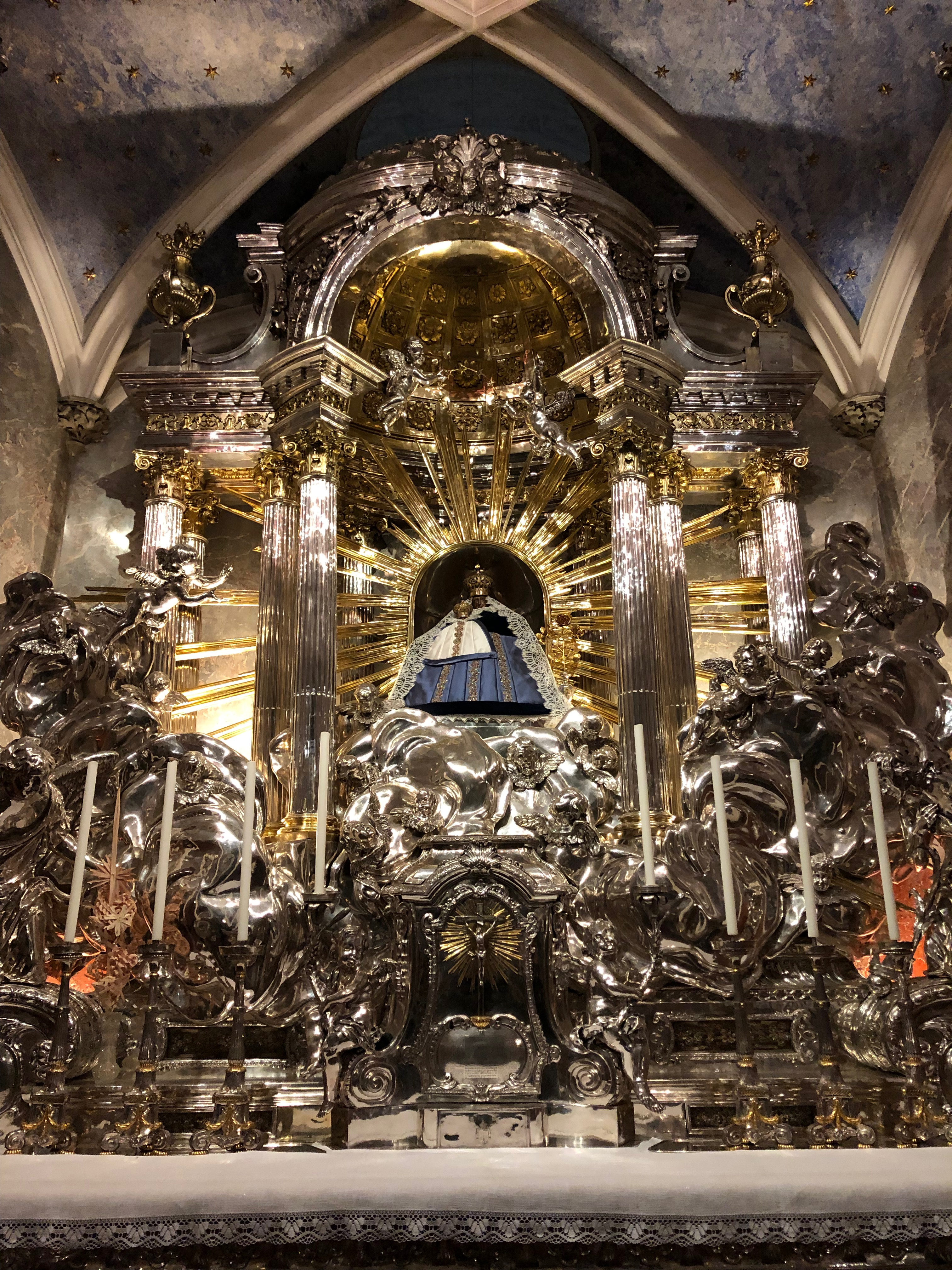
Gnadenstatue in modernem Kleid (Dirndl)

Die Gnadenkapelle steht noch heute an der ursprünglichen Stelle der Gründung, an der Stelle der ersten „Zelle“.
In ihr befindet sich das spätromanische Gnadenbild, die Magna Mater Austriæ – auch Glockenmadonna bezeichnet –, eine 48 cm große aus Lindenholz geschnitzte Skulptur der Muttergottes mit dem Jesuskind aus dem 13. Jahrhundert. Diese Statue ist das eigentliche katholische Heiligtum Mariazells.
Maria trägt wie das Jesuskind eine goldene Krone mit blauer Weltkugel und Kreuz. Die beiden Kronen wurden 1821 vom Kardinalprimas von Ungarn gestiftet, 1908 vom Papst geweiht und aus Anlass der Erhebung zur Basilika nach Mariazell gebracht. Die spätromanische Madonna trägt ein blaues, rotgefüttertes Überkleid, das Jesuskind hat ein weißes Hemdchen mit Goldsaum an. Beide haben Früchte in den Händen: das Kind den Apfel als Sinnbild der Erbsünde, von der es die Menschheit befreit, die Mutter eine Birne bzw. eine rote Feige.
Die Madonna überstand 1827 eine Feuersbrunst, der die Turmdächer zum Opfer fielen.
Das Gnadenbild erhält jährlich ein aufwendig gestaltetes Gnadenkleid. Die über 150 Kleider sind entweder in der Schatzkammer zu besichtigen oder werden sorgfältig konserviert. Viele Kleider wurden als Votivgaben oder von wohlhabenden Menschen gestiftet. Die Gestaltung eines Gnadenkleides gilt bis heute als eine große Ehre.
Die Gnadenkapelle wurde im Laufe der Jahrhunderte mehrfach umgestaltet und zeigt sich als zentrales barockes Bauwerk innerhalb der Basilika.
Der heutige trapezförmige Grundriss stammt aus 1690. In diesen Bau wurden ältere Teile aus dem 14. Jahrhundert integriert.
Das Steinrelief über dem Eingang wird der Parlerschule von 1369 zugeschrieben. Es soll die Porträtbüsten von König Ludwig I. von Ungarn und seiner Gemahlin Elisabeth als Erbauer der gotischen Kapelle darstellen. An den Seiten befinden sich das Kaiserwappen mit der deutschen Reichskrone sowie das ungarische Wappen.
Im Jahre 1756 stifteten Kaiser Franz I. und Kaiserin Maria Theresia anlässlich des 600-jährigen Bestehens der Wallfahrtskirche das wertvolle Silbergitter, das von einem mächtigen Doppeladler gekrönt wird.

## Orgeln

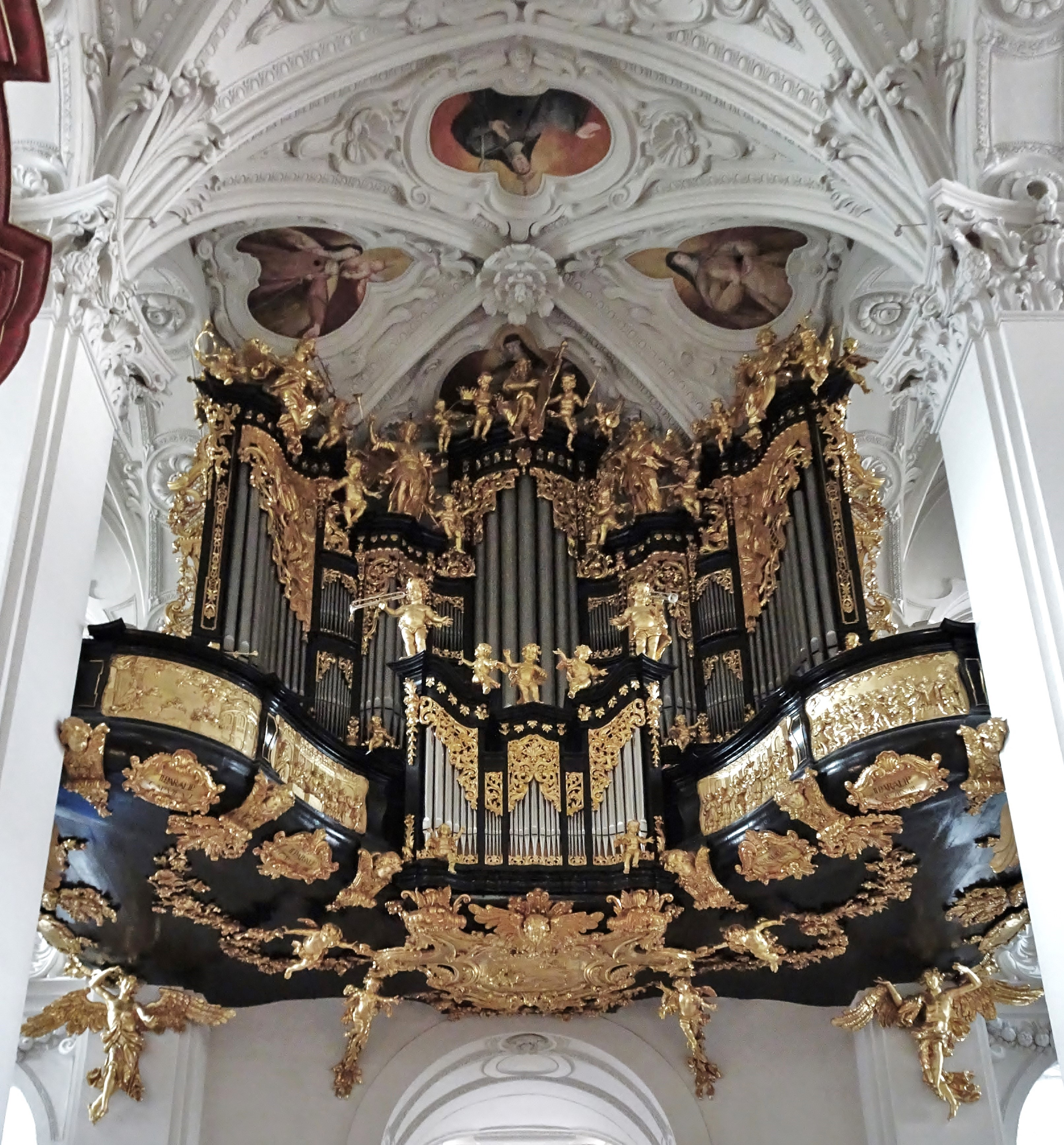
Westempore mit Orgel

In der Basilika befinden sich vier Orgeln.

### Wiener Orgel
Das jetzige Gehäuse der sogenannten Wiener Orgel auf der Westempore, mit dem Figurenschmuck Johann Wagners, geht auf den Wiener Orgelbauer Gottfried Sonnholz zurück, der dieses Instrument im Jahre 1739 fertigstellte, währenddessen die alte Orgel aus dem Jahre 1689, die von Christoph Egedacher gestammt hatte, nach Sankt Veit am Vogau kam, dort 1753 aufgestellt wurde und erhalten blieb. Nach Um- und Neubauten in den Jahren 1868, 1912 (durch Franz Swoboda), 1929 (Dreher & Flamm (1929–1953)) und 1957 lieferte die Firma Mathis (Näfels/CH) 2003 ein neues Werk mit 54 Registern auf drei Manualen und Pedal, das im Gehäuse von 1739 Aufstellung fand. Im Zuge dessen wurde auch das Rückpositiv, das beim Umbau 1868 abgetragen worden war, wieder rekonstruiert.
| I Hauptwerk C–g3 |                     |        |
| 1.               | Principal           | 16′    |
| 2.               | Principal           | 8′     |
| 3.               | Hohlflöte           | 8′     |
| 4.               | Gambe               | 8′     |
| 5.               | Violflöte           | 8′     |
| 6.               | Voce umana          | 8′     |
| 7.               | Octav               | 4′     |
| 8.               | Flöte               | 4′     |
| 9.               | Gemshorn            | 4′     |
| 10.              | Quint               | 2 ⁄3′  |
| 11.              | Superoktav          | 2′     |
| 12.              | Terz (eng)          | 1 3⁄5′ |
| 13.              | Cornett V           | 8′     |
| 14.              | Mixtur major III-IV | 2′     |
| 15.              | Mixtur minor II-III | 1′     |
| 16.              | Trompete            | 16′    |
| 17.              | Trompete            | 8′     |

| II Rückpositiv C–g3 |                   |       |
| 18.                 | Quintatön (ab c0) | 16′   |
| 19.                 | Praestant         | 8′    |
| 20.                 | Gedackt           | 8′    |
| 21.                 | Octav             | 4′    |
| 22.                 | Rohrflöte         | 4′    |
| 23.                 | Sesquialtera II   | 2 ⁄3′ |
| 24.                 | Octav             | 2′    |
| 25.                 | Quint             | 1 ⁄3′ |
| 26.                 | Scharff IV        | 1 ⁄3′ |
| 27.                 | Krummhorn         | 8′    |
|                     | Tremulant         |       |

| III Schwellwerk C–g3 |                       |        |
| 28.                  | Gedeckt               | 16′    |
| 29.                  | Principal (eng)       | 8′     |
| 30.                  | Bourdon               | 8′     |
| 31.                  | Salicional            | 8′     |
| 32.                  | Vox coelestis (ab c0) | 8′     |
| 33.                  | Fugara                | 4′     |
| 34.                  | Traversflöte          | 4′     |
| 35.                  | Salicet               | 4′     |
| 36.                  | Nasard                | 2 ⁄3′  |
| 37.                  | Flageolett            | 2′     |
| 38.                  | Terz (weit)           | 1 3⁄5′ |
| 39.                  | Sifflöte              | 1′     |
| 40.                  | Mixtur IV-V           | 2 ⁄3′  |
| 41.                  | Trompette harmonique  | 8′     |
| 42.                  | Oboe                  | 8′     |
| 43.                  | Clairon               | 4′     |
|                      | Tremulant             |        |

| Pedal C–f1 |                 |       |
| 44.        | Untersatz       | 32′   |
| 45.        | Principal       | 16′   |
| 46.        | Subbass         | 16′   |
| 47.        | Violonbass      | 16′   |
| 48.        | Octavbass       | 8′    |
| 49.        | Gedecktbass     | 8′    |
| 50.        | Cello           | 8′    |
| 51.        | Octav           | 4′    |
| 52.        | Rauschpfeife IV | 2 ⁄3′ |
| 53.        | Posaune         | 16′   |
| 54.        | Trompete        | 8′    |

- Koppeln:
  - Normalkoppeln: II/I, III/I, III/II, I/P, II/P, III/P.
  - Superoktavkoppel: III/P
  - Suboktavkoppel: III/I
- Nebenregister: Vogelgesang, Rossignol, Schauer, Glockenspiel (Schalenglocken, g0 - g2) Zimbelstern

### Mariazeller Orgel

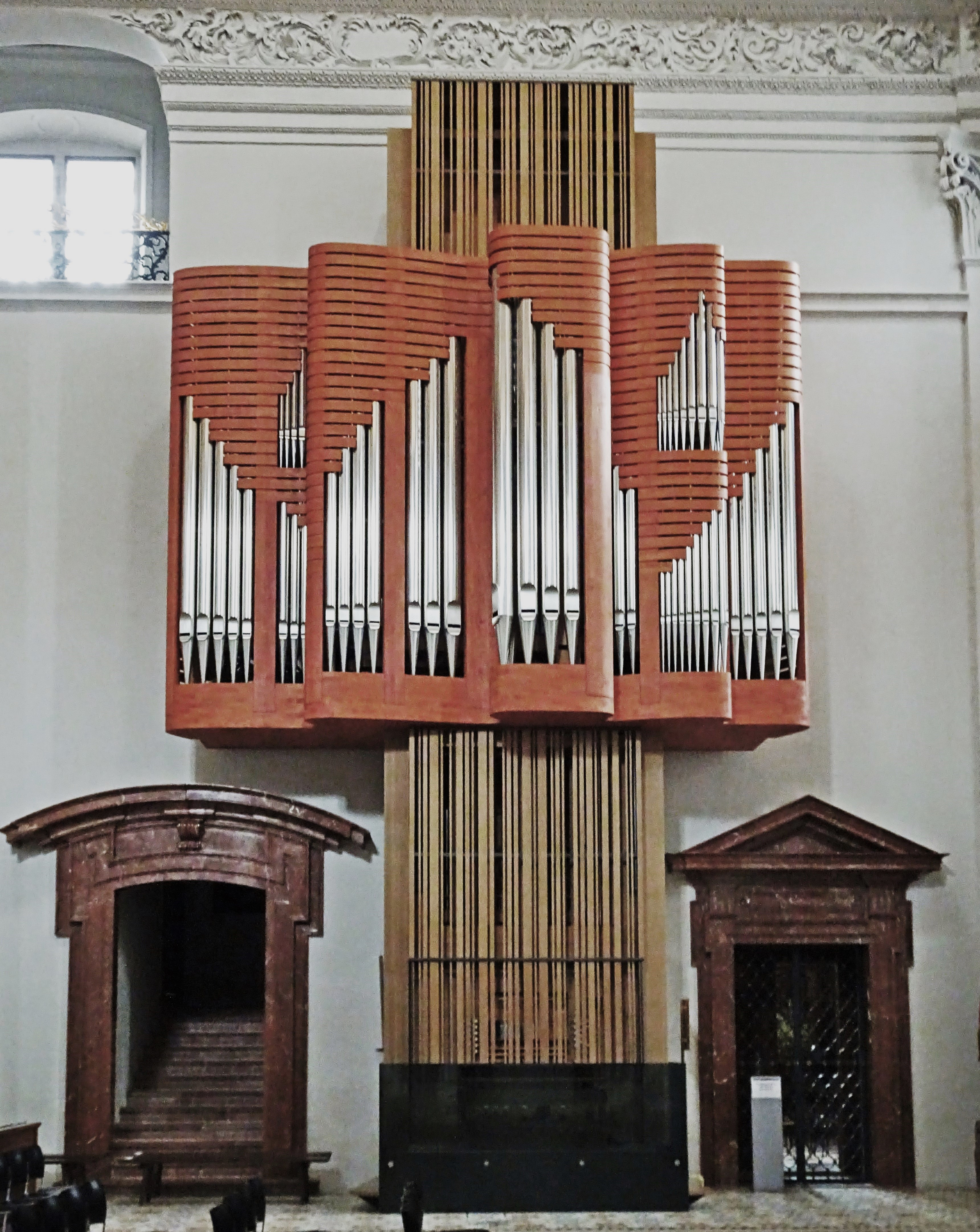
Die Mariazeller Orgel

Ebenfalls von Mathis stammt die modern und asymmetrisch gestaltete Chororgel („Mariazeller Orgel“) an der Nordwand des Kuppelraums, fertiggestellt im September 2000 (2 Manuale, 29 Register).
Mit dem Neubau der Hauptorgel wurde 2003 auch ein Generalspieltisch im Kirchenschiff installiert, der es dem Organisten ermöglicht, beide Mathis-Orgeln zusammen zu spielen.
| I Hauptmanual C–g3 |              |       |
| 1.                 | Bourdon      | 16′   |
| 2.                 | Principal    | 8′    |
| 3.                 | Hohlflöte    | 8′    |
| 4.                 | Gemshorn     | 8′    |
| 5.                 | Octav        | 4′    |
| 6.                 | Spitzflöte   | 4′    |
| 7.                 | Quint        | 2 ⁄3′ |
| 8.                 | Superoctav   | 2′    |
| 9.                 | Mixtur IV-VI | 1 ⁄3′ |
| 10.                | Cornet V     | 8′    |
| 11.                | Trompete     | 8′    |

| II Präludiermanual C–g3 |                 |       |
| 12.                     | Gedeckt         | 8′    |
| 13.                     | Salicional      | 8′    |
| 14.                     | Unda maris      | 8′    |
| 15.                     | Principal       | 4′    |
| 16.                     | Rohrflöte       | 4′    |
| 17.                     | Dolce           | 4′    |
| 18.                     | Waldflöte       | 2′    |
| 19.                     | Quint           | 1 ⁄3′ |
| 20.                     | Sesquialtera II | 2 ⁄3′ |
| 21.                     | Mixtur IV       | 1′    |
| 22.                     | Oboe            | 8′    |
|                         | Tremulant       |       |

| Pedal C–f1 |               |     |
| 23.        | Principalbass | 16′ |
| 24.        | Subbass       | 16′ |
| 25.        | Octavbass     | 8′  |
| 26.        | Gedecktbass   | 8′  |
| 27.        | Choralbass    | 4′  |
| 28.        | Posaune       | 16′ |
| 29.        | Trompete      | 8′  |

- Koppeln: II/I, I/P, II/P.

### Konrad- und Marienorgel
Schließlich gibt es noch zwei kleine Orgeln in zwei gleichen historischen Gehäusen (Johann Georg Schnepfleithner 1752) auf den Seitenemporen, beide wurden von der Firma Pflüger (Feldkirch) 2003 erbaut. („Konrad-Orgel“ I/P/9, „Marien-Orgel“ I/6)
| Konradorgel C–g3 |            |       |
| 1.               | Principal  | 8′    |
| 2.               | Gedackt    | 8′    |
| 3.               | Octav      | 4′    |
| 4.               | Waldflöte  | 4′    |
| 5.               | Quint      | 3′    |
| 6.               | Superoctav | 2′    |
| 7.               | Mixtur V   | 1 ⁄3′ |
|                  | Tremulant  |       |
| Pedal C–d1       |            |       |
| 8.               | Subbass    | 16′   |
| 9.               | Oktavbass  | 8′    |

| Marienorgel |            |       |
| 1.          | Copl major | 8′    |
| 2.          | Prinzipal  | 4′    |
| 3.          | Copl minor | 4′    |
| 4.          | Octav      | 2′    |
| 5.          | Quint      | 1 ⁄2′ |
| 6.          | Sedecima   | 1′    |
|             | Tremulant  |       |

## Geläut

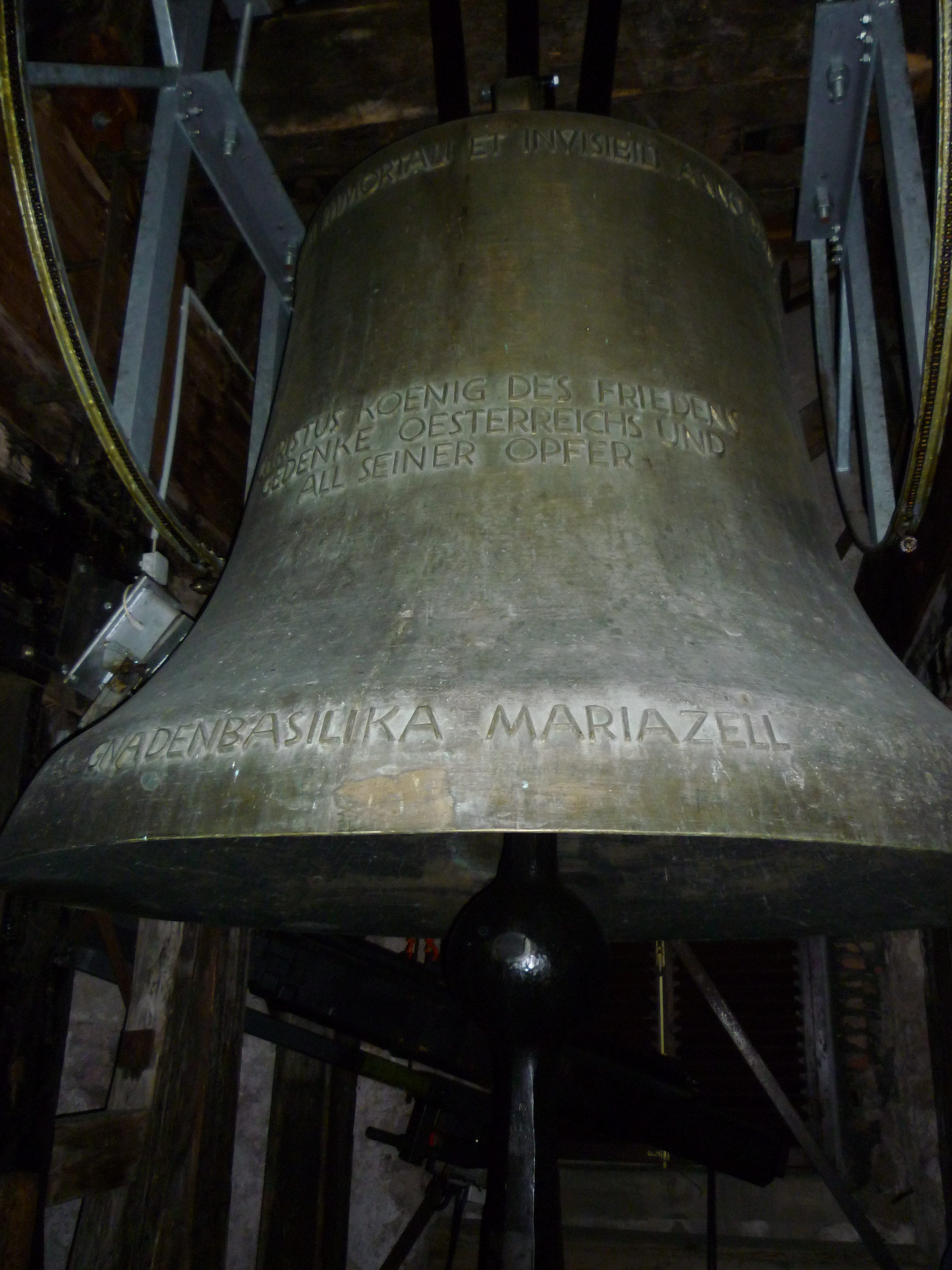
Große Glocke

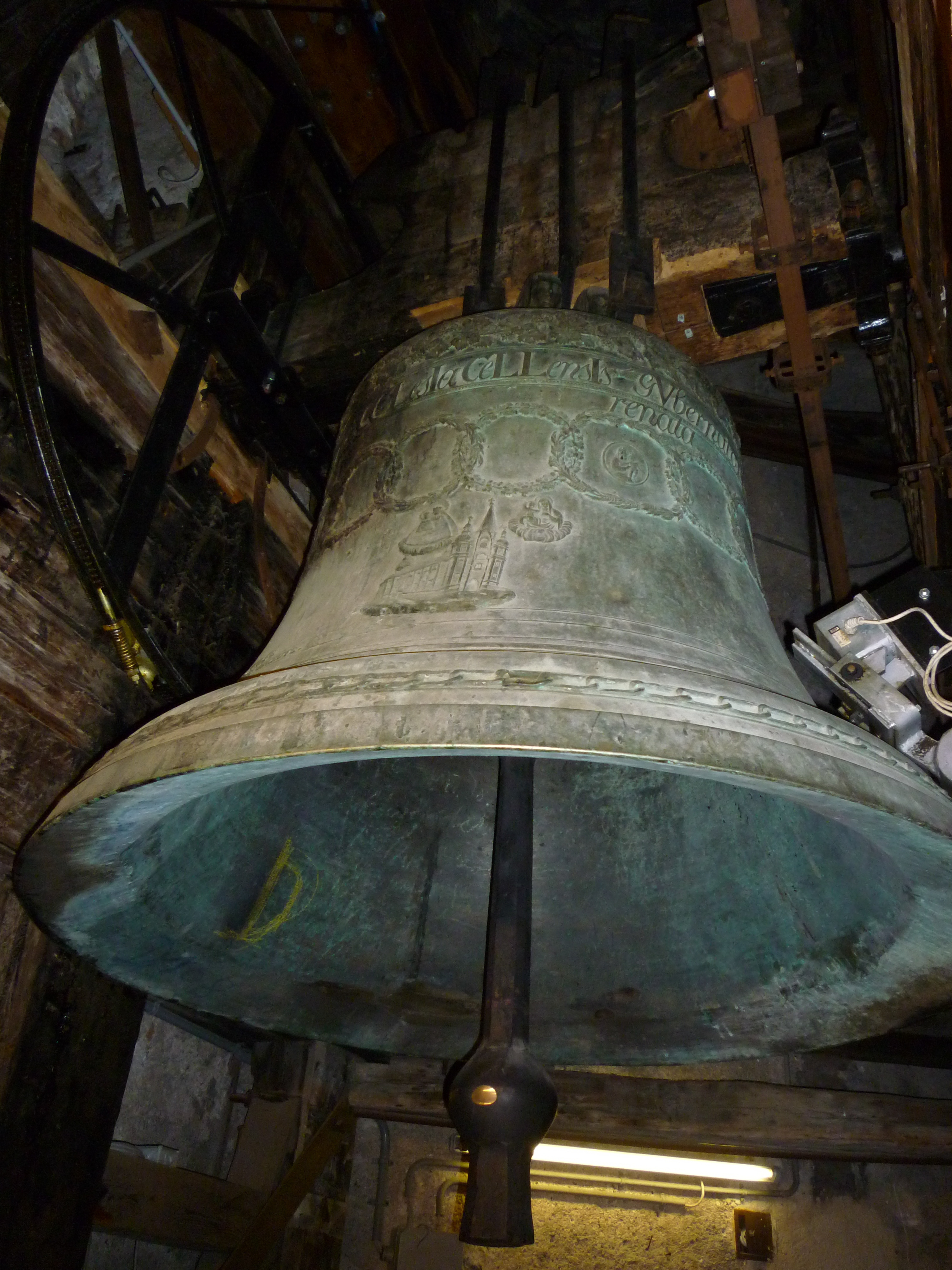
Ferdinandglocke

In dem im gotischen Stil erbauten Mittelturm hängen als Hauptgeläute sieben Glocken in einem mächtigen Holzglockenstuhl. Es ist das größte Geläute der Steiermark.
Eine kleine Glocke („Friedensglocke“) stammte ursprünglich von der Kapelle auf dem Sigmundsberg, sie existiert heute aber nicht mehr.
| Nr. | Name                                              | Nominal | Gewicht (kg) | Durch- messer (cm) | Guss- jahr | Gießer                                          |
| --- | ------------------------------------------------- | ------- | ------------ | ------------------ | ---------- | ----------------------------------------------- |
| 1   | Christkönigsglocke, Große Mariazellerin           | g0+0    | 5702         | 210                | 1950       | Oberösterreichische Glocken- und Metallgießerei |
| 2   | Ferdinandglocke, Mariazeller Glocke, Marienglocke | h0+0    | 2800         | 167                | 1830       | F. X. Gugg d. Jüngere                           |
| 3   | Benediktglocke                                    | d1+0    | 1625         | 139                | 1950       | Oberösterreichische Glocken- und Metallgießerei |
| 4   | Florianglocke                                     | e1+0    | 1121         | 124                | 1950       | Oberösterreichische Glocken- und Metallgießerei |
| 5   | Josefsglocke                                      | g1+0    | 0672         | 105                | 1950       | Oberösterreichische Glocken- und Metallgießerei |
| 6   | Lambertglocke                                     | h1+0    | 0297,9       | 080                | 1968       | Glockengießerei Pfundner                        |
| 7   | Rupertglocke                                      | d2+0    | 0240,8       | 071                | 1968       | Glockengießerei Pfundner                        |

Im November 2012 brach der Klöppel der großen Mariazellerin. Im Februar 2013 wurde ein neuer, leichterer Klöppel aus der Glockengießerei Grassmayr montiert.

## Sonstiges
- Joseph Haydn widmete der Wallfahrt in Mariazell zwei Messvertonungen: die Missa Cellensis in honorem Beatissimae Virginis Mariae Hob. XXII:5 (1766–73) und die Missa Cellensis Hob. XXII:8 (1782).
- Ab 22. Juni 1957 brachte die Österreichische Post zu diesem Motiv Dauermarken in mehreren Drucktechniken der Briefmarkenserie Österreichische Baudenkmäler im Wert von 1,00 Schilling heraus.
- Die Basilika war Modell in der ersten Schneekugel, die Erwin Perzy um 1908 als Patent angemeldet hatte.

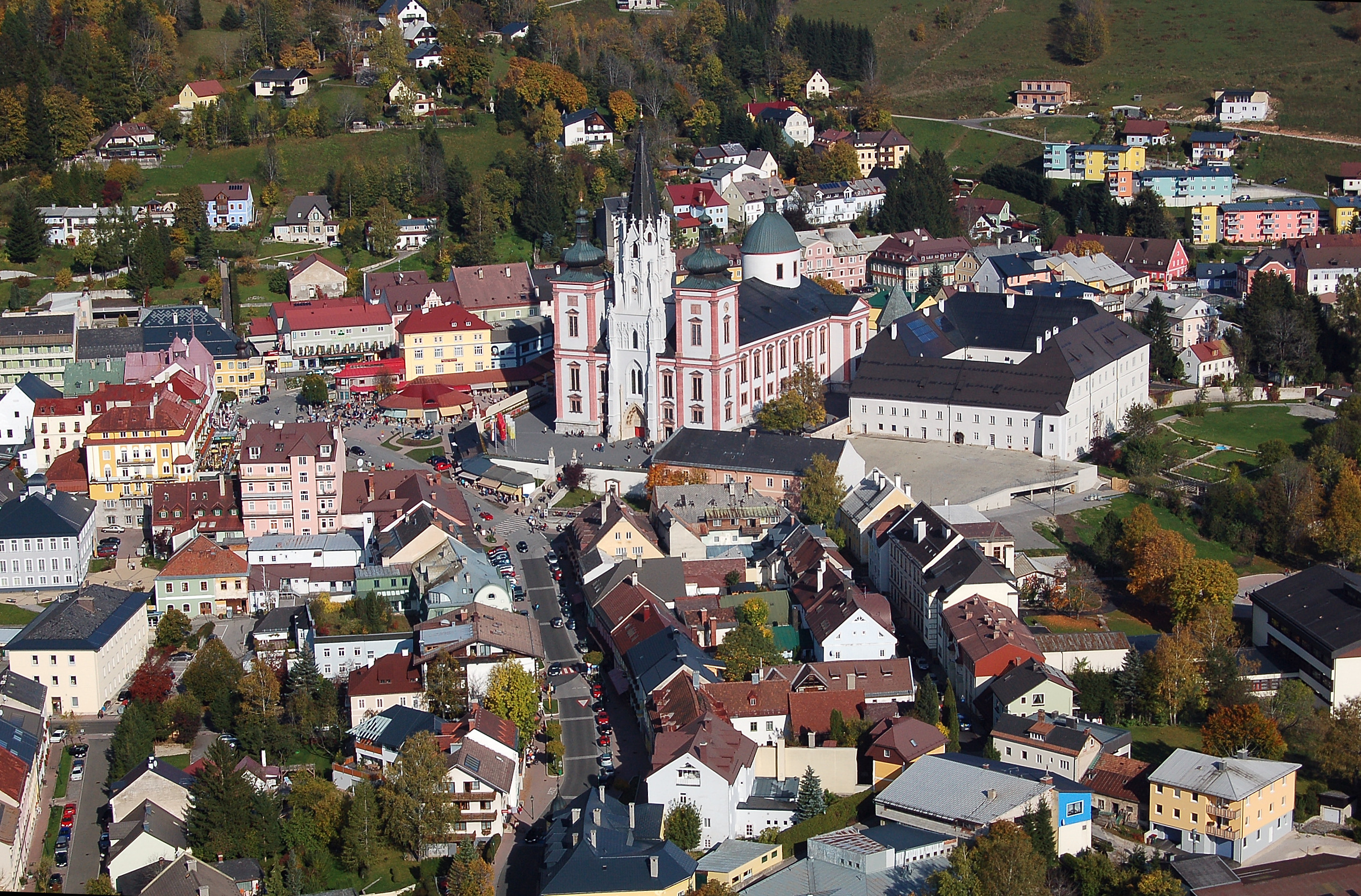
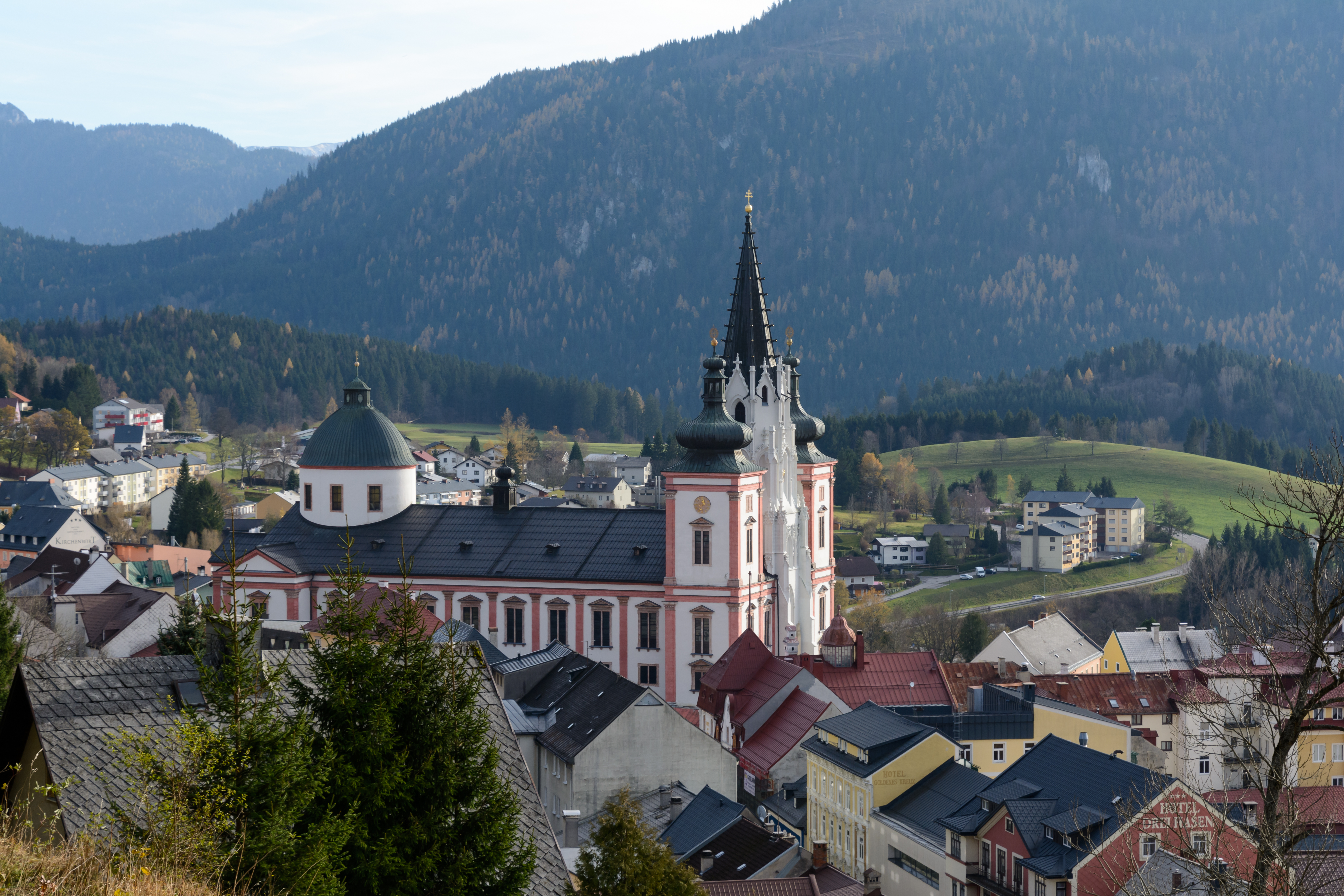
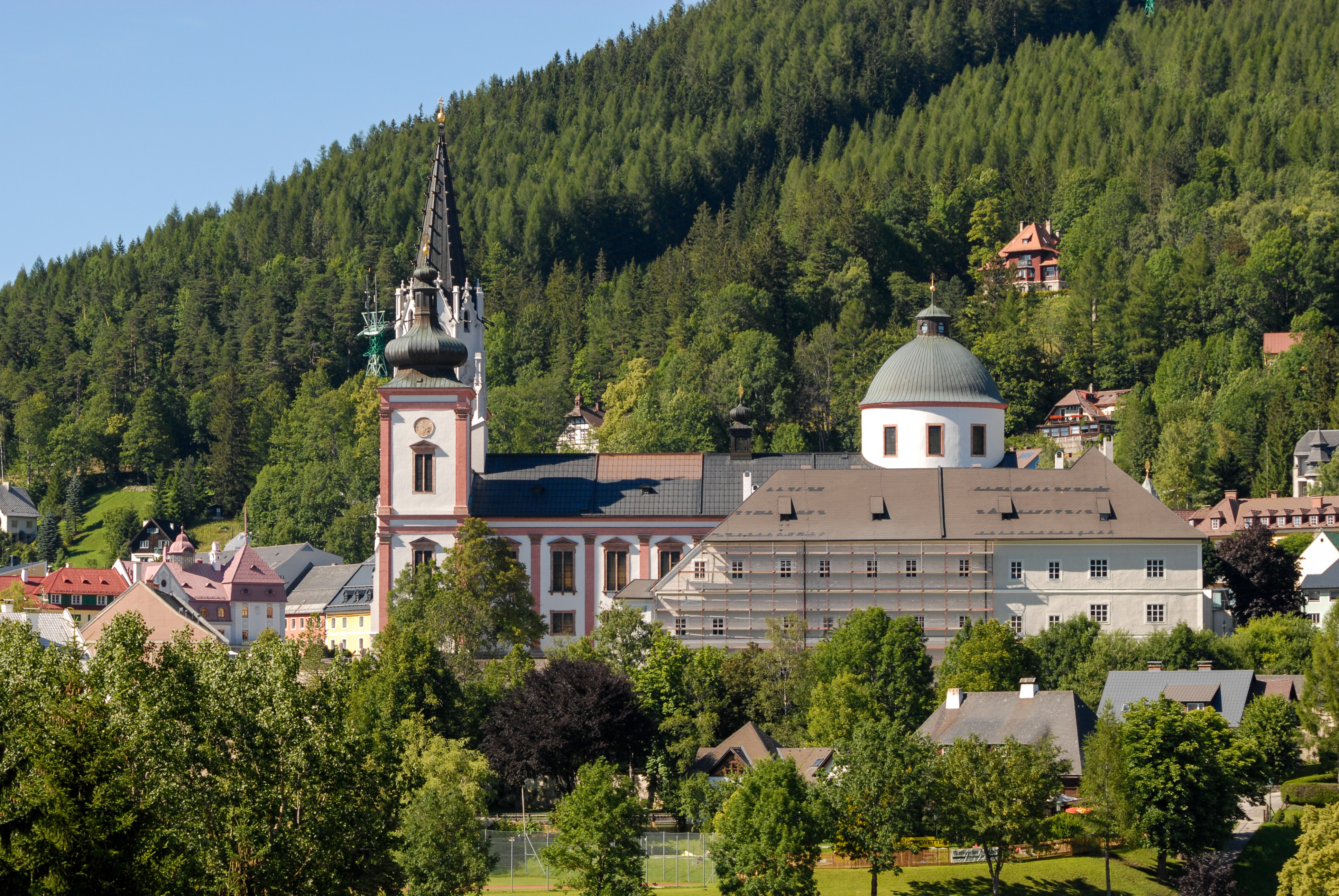
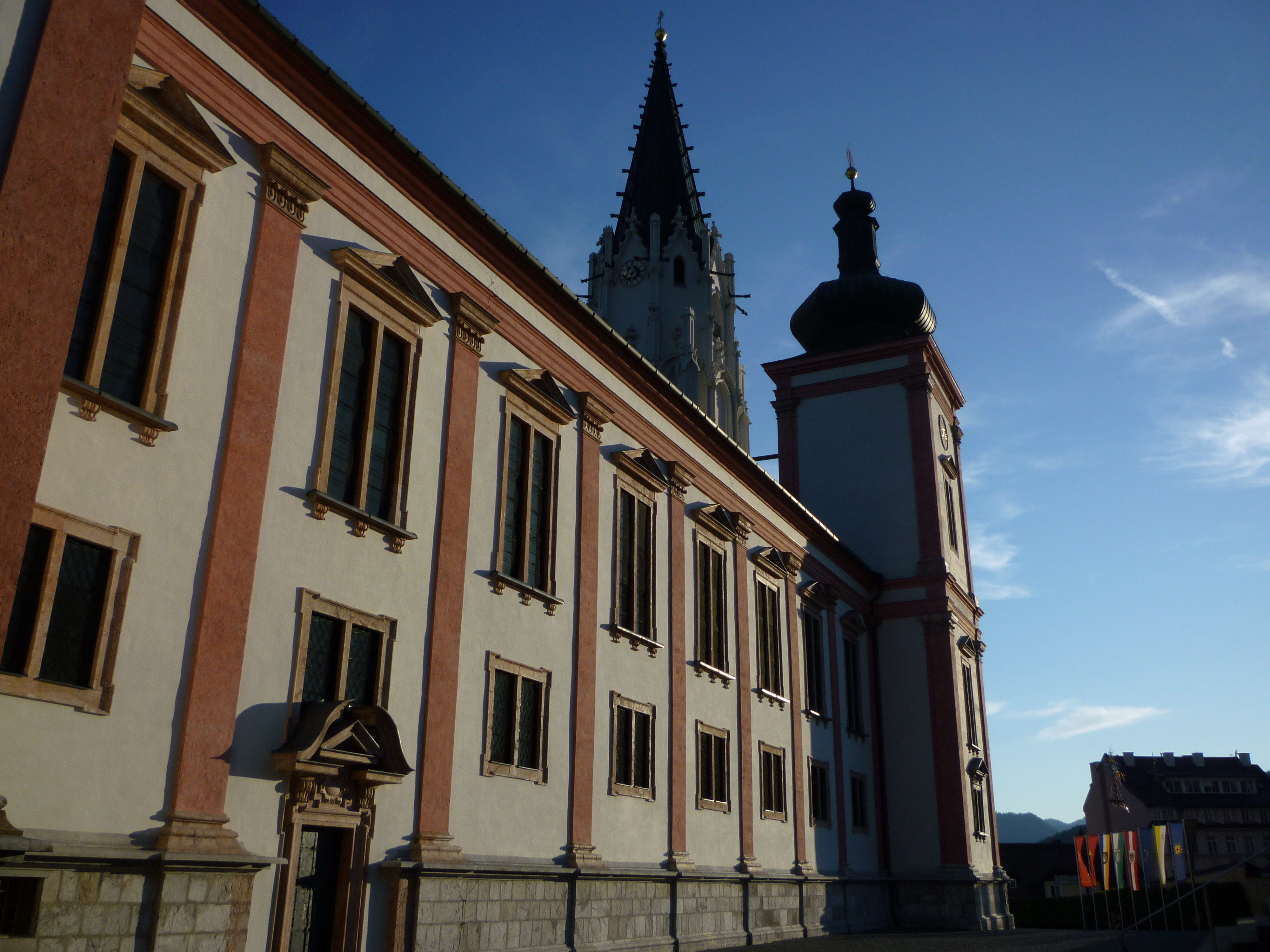
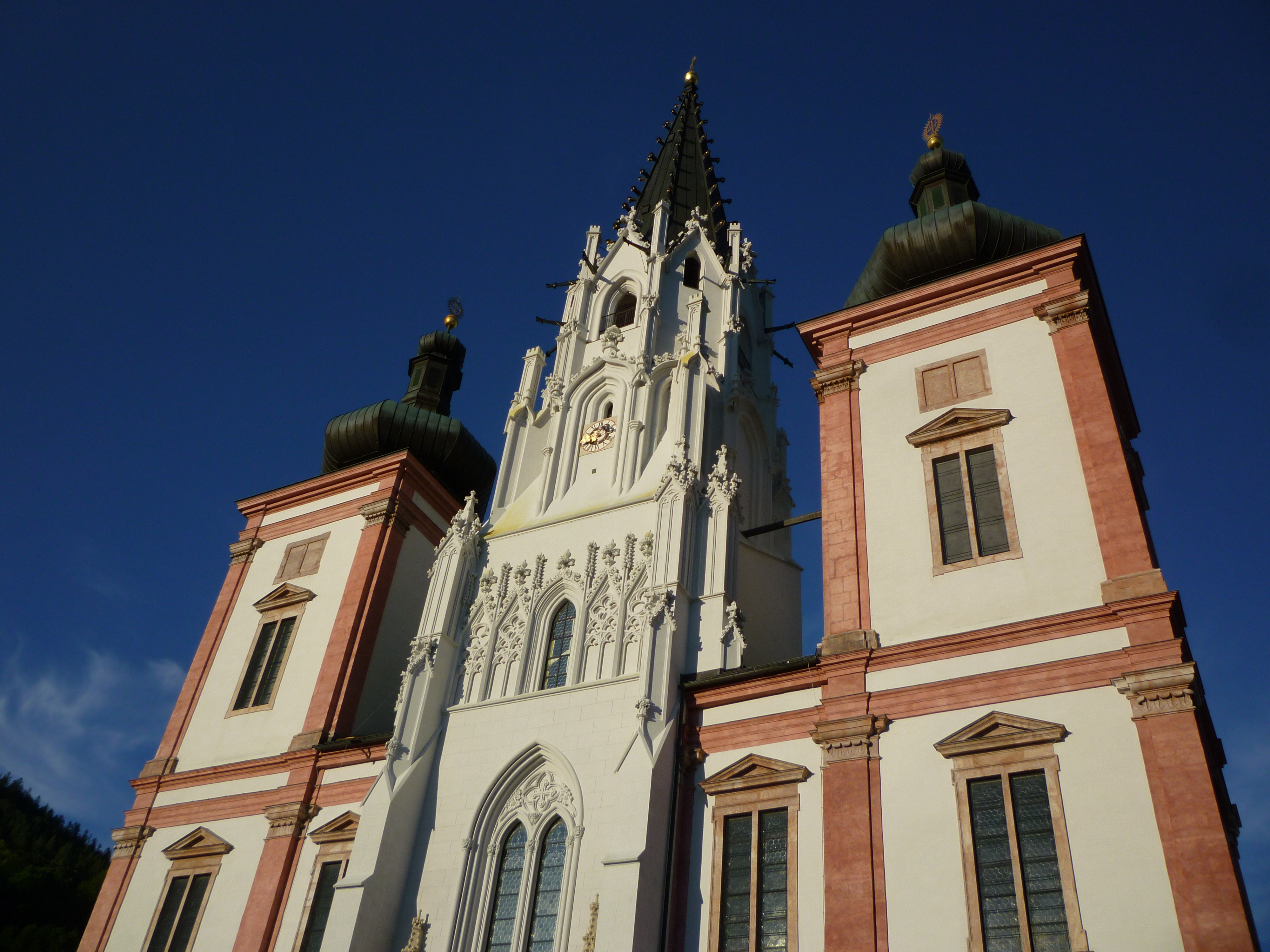